# Визовые требования для граждан России
Режим легального въезда граждан России на территорию других государств определяется властями соответствующих государств и международными соглашениями. Основным документом, позволяющим пересечь государственную границу иностранного государства, является виза. Некоторые иностранные государства установили для граждан России безвизовый режим въезда. Государства могут иметь дополнительные требования для допуска на свою территорию иностранных граждан (медицинские и пр.).
Согласно Индексу паспортов, публикуемому консалтинговой компанией Henley & Partners совместно с IATA, на I квартал 2024 года Россия занимала 51 место из 104 возможных по критерию безвизового въезда граждан в зарубежные страны (полностью безвизовый доступ в 119 стран мира).

## Общая информация
Документами, дающими право на выезд из России и въезд в Россию, а также удостоверяющими личность гражданина России во время пребывания за пределами страны, являются:
- общегражданский внутренний паспорт гражданина Российской Федерации
- общегражданский заграничный паспорт гражданина Российской Федерации
- дипломатический паспорт гражданина Российской Федерации
- служебный паспорт гражданина Российской Федерации

По данным Министерства иностранных дел Российской Федерации на 12 ноября 2023 года, владельцы общегражданского паспорта РФ могут посетить 83 страны и территории в полностью безвизовом режиме; в 111 стран и территорий требуется получение визы в общем порядке; в двух (Китай, Мексика) установлен более сложный режим въезда. Андорра, Ватикан, Монако, Лихтенштейн, Палестина и Сан-Марино, а также такие страны как Египет, Камбоджа, Бахрейн и другие (получение визы в которые происходит автоматически по прибытии) указаны на сайте МИД РФ как страны с визовым въездом. Непризнанные Россией территории (ПМР, САДР и др.) не указаны.
Беларусь, Казахстан, Кыргызстан и Армению, а также частично признанные Абхазию и Южную Осетию граждане РФ могут посетить даже без наличия заграничного паспорта.
При этом целый ряд стран, помеченный на сайте МИД РФ (а также в рейтинге Henley & Partners), как ряд с визовым режимом посетить можно получив визу по прибытии либо заранее в интернете через специальные сервисы этих стран. В данной статье далее рассматривается вопрос фактической возможности посещения той или иной страны или территории без предварительного визита в дипучреждение конкретной страны. Фактически безвизовой является любая страна, которая допускает въезд не только по прямому безвизу (обоюдному или одностороннему), а также допускает получение визы по прибытии, либо визы в интернете (иногда - разрешения на въезд). При этом получение таких виз приводит к фактической безвизовости страны лишь в том случае, если эта процедура относительно проста и доступна каждому гражданину России. Ряд стран, которые допускают получение такой визы, но при этом делают данную процедуру сложной и длинной помечены как страны с визовым режимом (Туркменистан, Австралия и другие)
По единой долгосрочной шенгенской визе можно посетить дополнительно ещё 54 различные страны и территории (в разных случаях на разных условиях), в том числе Республику Косово, не входящие официально в состав Шенгенской зоны Сан-Марино, Монако, Ватикан и Албанию, а также французские, голландские, испанские, португальские, датские и финские (Аландские острова) протектораты и заморские территории. Таким образом, гражданин РФ с открытой долгосрочной шенгенской визой имеет почти беспрепятственный доступ не менее чем в 200 стран мира на различных условиях с различными сроками пребывания и требованиями к документам.
Ещё несколько стран мира (КНР через ряд крупных городов, Новая Зеландия, Чад, Камерун) можно посетить воспользовавшись безвизовым транзитом, пересекая эти страны по суше, по морю или по воздуху. В этом случае иммиграционные власти страны разрешат покинуть зону аэропорта, порта или других объектов на определённый срок, как правило небольшой, до 72 часов (в ряде городов КНР — до нескольких дней), а иногда и менее суток. 48-часовой безвизовый транзит возможен через Великобританию, если через неё направляться в некоторые страны (включая США) и иметь действующую визу той страны.
Всегда стоит внимательно изучить особые правила прибытия в ту или иную страну. Так, в большинстве стран, которые не требуют виз или оформляют визы по прибытии, требуется иметь заграничный паспорт, срок действия которого составляет не менее 3 месяцев с момента прибытия в данную страну. Существуют и другие ограничения. Так, например, в странах Ближнего Востока, имеющих такие же безвизовые режимы с Россией, могут возникнуть сложности в случае путешествия женщин без сопровождения мужчин. Россиянину могут отказать в визе (или во въезде) в арабские страны, если в его паспорте есть израильские визы или отметки о въездах в Израиль. В отличие от арабских стран, Израиль допускает туристов с печатями арабских государств. При этом по-прежнему следует быть готовыми к допросам со стороны израильской полиции и пограничной службы на предмет целей посещения арабских стран. На практике речь идёт о чрезмерно повышенной «бдительности» израильтян, подозревающих каждый штамп враждебного для них государства, например, Ирана.
Кроме того надо понимать, что для въезда практически на любую территорию необходимо соблюдать не столько официальные законы и правила, сколько фактические правила той или иной страны. Особенно это касается посещения непризнанных или частично признанных стран и территорий. Формально по законам одной страны может быть установлен порядок посещения данной территории (или даже запрет посещения), однако по факту его соблюдение невозможно (Абхазия, Южная Осетия, см.), либо сильно затруднено (Крым, Приднестровье), а основными требованиями для въезда выступают фактические требования данных территорий, диктующиеся местными правилами и законами, либо законами других стран (как в случае с Республикой Крым). Невыполнение фактических требований приводит к невозможности въезда, в то время как невыполнение формальных официальных требований стран, которые считают данные территории своими согласно своим законам либо даже постановлениям международных организаций, может привести к проблемам при посещении данных стран в будущем, но не помешает фактическому посещению территорий (Украина; Грузия, см.).
Все вопросы лучше заранее уточнить в соответствующем дипломатическом представительстве страны.
Большая часть наиболее развитых стран мира имеют визовый режим с Россией (Евросоюз по шенгенским или национальным визам, США, Канада, Япония и другие). В то же время ряд других развитых, крупных и «туристических» стран (Южная Корея, Турция, многие страны Юго-Восточной Азии, почти все страны Латинской Америки и другие отдельные государства), тем не менее, установили обоюдный либо односторонний безвизовый (или фактически безвизовый) режим с Россией.

### Особенности и изменения визового режима

#### Общие моменты
Всегда следует иметь в виду, что в случае ведения переговоров о безвизовом режиме между двумя странами, далеко не всегда идёт речь об отмене виз для обладателей обычных заграничных паспортов, что может сопровождаться неверными трактовками СМИ. Зачастую речь идёт об отмене виз для владельцев дипломатических, служебных или морских паспортов, а также для представителей конкретных профессий (например, журналистов или работников пограничной службы). Такие визовые «либерализации» происходят между странами достаточно часто, но к подавляющему большинству населения с обычными паспортами не имеют никакого отношения. Так, шедшие до марта 2014 года переговоры между Россией и ЕС о безвизовом режиме первоначально касались лишь обладателей дипломатических и служебных паспортов, в то время как некоторые СМИ подавали информацию об этом соглашении, как о соглашении «О безвизовом режиме». Возникли серьёзные разногласия из-за того, что РФ настаивала на скорейшей отмене виз для владельцев служебных паспортов, угрожая в противном случае отменить безвизовый режим для членов экипажей международных рейсов, в то время как ЕС не был намерен отменять визы для граждан России, будучи согласным только упростить процесс получения виз для отдельных немногочисленных категорий граждан России. В то же время данное обстоятельство было далеко не единственным препятствием даже в рамках подписания соглашения о частичном безвизовом режиме.
Согласно сообщениям МИДа РФ, уже несколько лет готовятся соглашения о безвизовом режиме со следующими странами: Кувейт, Туркменистан и Экваториальная Гвинея. Кроме того будут упразднены визы по прибытии, а следовательно и визовые сборы со следующими странами: Багамы, Бангладеш, Барбадос, Бахрейн, Габон, Гаити, Замбия, Малайзия, Мексика, Саудовская Аравия, Сингапур, Тувалу, Тринидад и Тобаго и Лаос. Кроме того обсуждается также отмена виз в Сент-Люсию и увеличение срока безвизового пребывания в Гонконге с 14 дней до 30.

#### ЕС

##### Упрощённые требования (2007—2022)
Соглашение об облегчении выдачи виз между Россией и Евросоюзом вступило в силу с 1 июня 2007 года. Оно включает в себя единую стоимость виз, а также облегчает получение виз для близких родственников, журналистов, официальных делегаций, членов экипажей транспортных средств и некоторых других групп въезжающих. Аналогичные соглашения были подписаны между Россией и Норвегией, а также Россией и Данией. Сильвио Берлускони, премьер-министр Италии, а позже Александр Стубб, министр иностранных дел Финляндии, положили начало открытому обсуждению вопроса о будущей возможности безвизовых поездок между странами ЕС и Россией.
Однако переговоры, которые идут с 2007 года, привели лишь к небольшим упрощениям визового режима. Так, с 2010 года граждане любой страны мира, прибывающие на территорию Российской Федерации в ходе морских круизов, освобождены от требования оформлять въездные визы, если их пребывание на территории РФ продолжается менее чем 72 часа. В конце 2011 года Польша первой объявила о начале выдачи 5-летних Шенгенских туристических виз россиянам, а также подписала с Россией соглашение об отказе от визового режима для жителей приграничных территорий. В соответствии с правилами Шенгена это соглашение распространяется на 30 км по всей границе вглубь Калининградской области и на 30 км вглубь Польши. Люди, проживающие на этих территориях, могут получить разрешение сроком на 2 года, а затем и на 5 лет. Однако срок пребывания ограничен 30 днями подряд, а также 90 днями в течение полугода. В 30-километровую зону попадают такие крупные города Польши, как Гданьск и Ольштын, но не попадает Калининград. Тем не менее России удалось отстоять право всех жителей Калининградской области пользоваться этими льготами.
15 декабря 2011 года Председатель Европейской комиссии Жозе Мануэл Баррозу отметил существенный прогресс в переговорах по упрощению визового режима, однако добавил, что ждать отмены виз между Россией и Евросоюзом в 2012 году не стоит. В повестке дня переговоров России и ЕС пока находятся следующие вопросы:
- Право на многократную визу сроком до пяти лет членам официальных делегаций, предпринимателям, участникам научных, культурных и спортивных мероприятий и программ обмена, журналистам и водителям, которые выполняют международные перевозки. К этой категории граждан будут причислены и сотрудники «организаций гражданского общества», например, НКО. Условиями получения многократной визы на максимальный срок (пять лет) станет наличие использованной мульти-визы на один или два года и отсутствие нарушений.
- Разрешение на краткосрочные поездки без виз членам экипажей гражданской авиации и гражданского морского флота.
- Упрощение визового режима для рядовых граждан. Если они уже получали краткосрочную визу и не имели нарушений, при повторном обращении граждане смогут претендовать на многократную визу большей длительности.
- Отмена консульских сборов для несовершеннолетних и лиц, направляющихся на лечение[26].

29 мая 2012 года также вступило в силу соглашение между Норвегией и Россией о безвизовом передвижении на приграничных территориях, которое позволяет всем зарегистрированным в 30-километровой зоне по обе стороны границы, пересекать её по спецразрешениям, подписанное ещё в конце 2010 г. Как и в случае соглашения с Польшей посещение касается лишь приграничных территорий (в Норвегии — коммуна Сер-Варангер) и никаких других. Спецразрешение планируется выдавать сроком на 3 года, количество пересечений границы не ограничено, срок безвизового нахождения на территории Норвегии — до 15 дней.
21 сентября 2012 года Норвегия в одностороннем порядке упростила получение виз жителям Мурманской и Архангельской областей. При первом же обращении в консульство жители этих регионов теперь смогут обращаться за многократной годовой визой.
26 октября 2012 года Россия в ответ на медленное ведение переговоров по упрощению визового режима в одностороннем порядке ужесточила визовый режим для экипажей самолётов. С 1 ноября 2012 г. все члены экипажей обязаны подавать заявление на российскую визу. Для ускорения прогресса на пути к полной отмене виз со странами Шенгена Россия поставила ЕС условие — соглашение должно быть подписано до конца октября. Поскольку этого не произошло, действие безвизового режима для въезда в Россию экипажей гражданских самолётов из Евросоюза было прекращено.
По данным Еврокомиссии, в 2018 году россияне получили 3,6 миллиона шенгенских виз: больше, чем граждане любого другого государства. При этом больше всего виз россиянам выдали консульские службы Финляндии, Испании и Италии — примерно по полумиллиона.

##### Ужесточение требований (с 2022 года)
Вторжение России на Украину (2022) привело к резкому ухудшению отношений между РФ и ЕС. В ответ ряд стран ЕС начали сокращать количество выданных виз и объявили о возможном полном запрете на визы для россиян.
В июле 2022 года Еврокомиссия, отвечая на вопрос газеты Helsingin Sanomat о том, можно ли в целом запретить выдачу туристических виз россиянам, заявила, что визовые правила Евросоюза не позволяют полностью прекратить выдачу виз гражданам той или иной страны. Всегда есть группы людей, которым необходимо давать визы, — заявили в комиссии.
В августе Верховный представитель Евросоюза по иностранным делам Жозеп Боррель заявил, что он против позиции стран, выступающих за то, чтобы запретить выдачу шенгенских виз россиянам. «Мы должны быть более избирательны», подчеркнул он.
31 августа 2022 года представители ЕС объявили о намерении приостановить Соглашение об облегчении выдачи виз между Россией и Евросоюзом.
9 сентября Совет ЕС утвердил приостановку упрощённого визового режима для граждан России, решение начало действовать с 12 сентября. Ужесточение предполагает:
- увеличение визового сбора с 35 евро до 80 евро;
- увеличение срока принятия решения о выдаче визы с 10 до 15 дней, в некоторых случаях до 45 дней;
- правила для выдачи многократных виз ужесточатся, уменьшится количество выдаваемых многократных виз, увеличиваются сроки ответа по визам до 3х месяцев;
- заявители должны будут предоставить дополнительные документы для въезда в страну[36].

16 сентября Швейцария присоединилась к визовым ограничениям Евросоюза, приостановив действие упрощённого порядка выдачи виз гражданам России. В то же время наиболее простой опцией для посещения Швейцарии как и ранее остаётся шенгенская виза. Решение правительства Швейцарии касается только выдачи национальных виз.
Как и в случае с упрощением визового режима, ужесточение привело лишь к некоторым задержкам с выдачей виз и увеличению числа требуемых документов, мало что изменив по сути.

#### Украина
До 1997 года режим въезда между Россией и Украиной законодательно не был установлен, поэтому российские и украинские граждане могли въезжать без виз по всем видам документов на неограниченное время, при условии соблюдения правил внутренней миграции. Эти условия были юридически закреплены в соглашении о безвизовых поездках граждан от 16 января 1997 года. Положение о бессрочном пребывании было отменено 1 ноября 2002 года для всех иностранцев и заменено на 90-дневное пребывание. Дальнейшие поправки к соглашению о безвизовых поездках, принятые в 2007 году, изменили перечень документов для въезда, сохранилась возможность въезда по внутренним паспортам.
С 1 марта 2015 года въезд по внутренним паспортам на Украину был запрещён по решению украинской стороны.
С 1 января 2018 года началась биометрическая регистрация всех граждан РФ при въезде на Украину.
17 июня 2022 года президент Украины Владимир Зеленский объявил о введении визового режима для граждан России и о прекращении действия Соглашения о безвизовых поездках граждан Российской Федерации и Украины, с целью «оказать противодействие угрозам нацбезопасности и суверенитету Украины». 1 июля 2022 года Украина ввела односторонний полноценный визовый режим с Россией. Поскольку дипломатические представительства Украины в России были закрыты ввиду разрыва дипломатических отношений, российские граждане должны обращаться в визовые центры VFS Global. Тем гражданам России, которые находятся за границей, следует обратиться за визой в одну из дипломатических миссий Украины в других странах мира.

#### Прибалтика
С 1 июля 1992 года в Эстонии действует визовый режим для российских граждан; виза, выданная в эстонской дипмиссии, стоила 10 долларов, на границе — 30 долларов. 1 июня 1993 года Эстония прекратила выдачу виз на границе. В конце 1996 года Россия и Эстония договорились об упрощённом пересечении границы жителями приграничных районов. Однако 11 сентября 2000 года Эстония в одностороннем порядке отменила упрощённый пограничный режим.
20 марта 1993 года Латвия ввела визовый режим для граждан России. В ответ 13 апреля премьер-министр России Виктор Черномырдин подписал постановление правительства «О введении визового порядка въезда граждан Латвийской Республики и Эстонской Республики на территорию Российской Федерации». Для граждан бывшего СССР, постоянно проживающих в Эстонии и Латвии и не имеющих гражданства, безвизовый въезд в Россию был разрешён до 6 февраля 1995 года.
14 декабря 1994 года Россия и Латвия подписали соглашения о взаимных поездках граждан по визам и об упрощённом порядке пересечения линии российско-латвийской границы жителями приграничных территорий по специальным спискам. 10 октября 2000 года Латвия в одностороннем порядке денонсировала соглашение об упрощённом порядке пересечения границы для жителей приграничных районов.
1 октября 1993 года Литва запретила въезд россиянам, имеющим внутренние документы, а спустя месяц ввела визовый режим. В феврале 1995 года Россия и Литва подписали межправительственное временное соглашение, позволяющее гражданам обеих стран въезжать по визам. Специальными протоколами был также установлен безвизовый режим между Литвой и Калининградской областью. Вскоре, 1 января 2003 года соглашение было расторгнуто правительством Литвы.
После вступления в Евросоюз в 2004 году Эстония, Латвия и Литва ввели полный визовый режим с Россией в соответствии с положениями Шенгенского соглашения, где визовые вопросы решаются Европейской комиссией.
В начале марта 2022 года Эстония, Латвия и Литва наряду с некоторыми европейскими странами приостановили выдачу виз гражданам России. В сентябре прибалтийские страны приняли решение запретить въезд россиянам через внешние границы по шенгенским визам, в том числе выданным третьими странами — исключения будут сохранены для дипломатов, членов семей, гуманитарных случаев, обладателей видов на жительство, диссидентов, водителей большегрузов.

#### Прочие европейские страны
Три европейские страны, Сербия, Черногория и Босния и Герцеговина, имеют безвизовый режим с Россией (возможен въезд на срок до 30 суток по предъявлении заграничного паспорта). Ряд европейских стран допускают въезд по шенгенским визам с целью пребывания, несмотря на то что эти страны не являются членами ЕС или Шенгенского соглашения (Албания и Северная Македония, где безвизовый въезд был отменён).
До 2022 года Великобритания и Ирландия имели визовое соглашение, согласно которому был возможен въезд на территорию Ирландской Республики с территории Великобритании при наличии визы Великобритании. После отмены соглашения, виза необходима для посещения и Ирландии, и Великобритании. Для обращения за британской визой оформление медицинской страховки не является обязательным условием, в отличие от шенгенской визы. Кроме этого, Великобритания — единственная страна Европы и одна из немногих в мире, оформляющая визы с очень длительным сроком действия (до 10 лет включительно, с возможностью оформления новой визы).

#### Соединённые Штаты Америки
23 сентября 1989 года в Джексон-Хоул, штат Вайоминг, между СССР и Соединёнными Штатами было подписано Соглашение о взаимных безвизовых поездках граждан вблизи Берингова пролива. Жители Чукотского автономного округа, которые являются представителями коренного населения, должны быть приглашены на Аляску и уведомить местные власти по крайней мере за десять дней до поездки, после чего могут находиться без визы в течение 90 дней. В 1996 году был отменён сбор за безвизовый въезд.
С 6 апреля 2001 года Соединённые Штаты потребовали транзитные визы для полётов через воздушное пространство США в третьи страны. В ответ, через месяц Россия ввела аналогичные требования по транзитным визам для граждан США, следующих транзитом через Россию в третьи страны. 19 июня 2001 года, после встречи президентов Владимира Путина и Джорджа Буша-младшего, требования по транзитным визам были взаимно отменены. Однако, в 2003 году Министерство внутренней безопасности США приостановило действие двух программ «Transit Without Visa» и «International-To-International», которые позволяли въезжать без визы. По итогу безвизовый транзит через территорию США был запрещён, в том числе через аэропорты. Для граждан США, следующих транзитом через Россию, также необходимо иметь транзитную визу на 72 часа, в случае если они намерены покинуть транзитную зону аэропорта.
В мае 2011 года правительство США подготовило соглашение, согласно которому визовый режим между Россией и США упрощается. Соглашение между двумя странами предусматривает выдачу гражданам России и США трёхлетних многократных виз для непрерывного пребывания в каждой из стран в течение 6 месяцев с даты въезда. Россия по новым правилам будет оформлять деловые, частные, гуманитарные и туристические визы по прямым приглашениям американских граждан и организаций, а Соединённые Штаты Америки — визы категории «B1/B2» (бизнес/туризм). Визовое заявление обрабатывается максимум 15 календарных дней. Кроме того, разрешена выдача многократных виз на срок до одного года для осуществления краткосрочных официальных поездок с возможностью непрерывного пребывания в стране въезда до трёх месяцев с даты начала поездки.
В течение года соглашение было подписано, затем ратифицировано обеими сторонами, в том числе Государственной думой и Президентом России. Новые правила вступили в силу 9 сентября 2012 года. Кроме того, ожидается начало работы по отмене визового режима между США и РФ.
С 21 августа 2017 года в связи с сокращением штата консульских сотрудников США в России, собеседования на неиммиграционные визы проходят только в Москве.
С 12 мая 2021 в посольстве США в Москве на неопределённый срок приостановлено рассмотрение как неиммиграционных, так и иммиграционных виз. Данное решение связано с утверждением списка недружественных стран, который запрещает наём местного и иностранного персонала в дипломатических миссиях стран, чьи действия признаны недружественными. 1 августа 2021 года данный запрет вступил в силу, ввиду чего штат сотрудников был сокращён до 120 человек, а представители посольства посоветовали россиянам обращаться за иммиграционными и неиммиграционными визами в диппредставительства США в других странах.
После того, как президент Украины Владимир Зеленский в начале августа 2022 призвал все страны Запада полностью прекратить выдачу виз гражданам России представитель Госдепартамента Джули Стаффт, курирующая вопросы выдачи виз, заявила, что никаких ограничений на выдачу виз и въезд в США для россиян нет. По её словам, несмотря на то, что посольство США в Москве не принимает заявки «из-за ограничений, введённых российскими властями на работу посольства», граждане России могут подать заявление и получить визу в любой дипмиссии США в любой другой стране.

#### Япония
28 января 2012 года было подписано соглашение об упрощении визового режима между РФ и Японией. Соответствующее соглашение о взаимном упрощении визового режима подписали в Токио главы МИД России и Японии Сергей Лавров и Коитиро Гэмба. В соответствии с договорённостью, отменяется, в частности, необходимость представлять письма с приглашением для получения бизнес-виз на срок не более 90 дней. Вводится также система многоразовых виз, действующих в течение трёх лет строго для отдельных категорий лиц, таких как журналисты, бизнесмены, супруги граждан Японии и т. д.
Но, тем не менее, до 2017 года визовая политика Японии по отношению к гражданам России была более строгой, нежели чем к гражданам третьих стран, с которыми Япония не подписывала договора о безвизовых поездках. Гражданам России требовалось обращаться в турфирму или просить налоговых резидентов Японии стать гарантами, а, к примеру, граждане таких стран как Ирак, Вьетнам, Монголия и т. д. могли стать финансовыми гарантами самого себя. В целом, визовая политика Японии по отношению к гражданам России, несмотря на заверения официальных лиц о готовности перейти на «льготный» визовый режим и заверения премьер-министра Синдзо Абэ о дружеских отношениях с Президентом РФ Владимиром Путиным и 5 личных встречах между ними, оставалась весьма жёсткой. 28 февраля 2014 года началась реальная работа по упрощению визового режима с подачи российской стороны, но через 20 дней, 18 марта 2014 года, была прекращена с японской стороны, в связи с событиями в Крыму.
В декабре 2016 года во время визита Владимира Путина в Японию было подписано соглашение о дальнейшем упрощении визового режима, которое вступило в силу с 1 января 2017 года. В частности, для получения различного типа виз больше не нужно гарантийных писем поручителей, начата выдача виз сроком на 3 и даже 5 лет, а сами визы получили статус мульти-виз для многократного въезда (ранее были почти недоступны).

### Непризнанные, частично признанные и спорные территории

#### Республика Абхазия
Абхазия до 90 дней. Возможен въезд по внутреннему паспорту. Штампы о пересечении границы обычно не ставятся и в загранпаспорта ни российскими, ни абхазскими пограничниками во избежание возникновения проблем у граждан России при посещении Грузии в будущем.

#### Район Абьей
Район Абьей — спорная территория между Суданом и Южным Суданом. С июля 2011 года контролируется ООН посредством Временных сил по обеспечению безопасности. О порядке и возможных последствиях посещения этой территории гражданами РФ достоверных сведений нет.

#### Азад Кашмир
Азад Кашмир — спорная территория между Индией и Пакистаном. Фактически власти Пакистана контролируют её, но при этом они же признают её не частью Пакистана, а самоуправляемой территорией. Другие государства могут поддерживать или не поддерживать позиции как Индии, так и Пакистана. О порядке посещения этой территории гражданами РФ, о требованиях и возможных санкциях со стороны местных властей Азад Кашмира, властей Индии, Пакистана, третьих стран — нет достоверных сведений.

#### Амбазония
В 2017 году в Центральной Африке была провозглашена Федеративная Республика Амбазония. Гражданская война в Камеруне продолжается, сведений о режиме въезда нет.

#### Западная Сахара
Западная Сахара — территория, расположенная западнее Марокканской стены, оспаривается властями частично признанной Сахарской Арабской Демократической Республики, но фактически контролируется властями Марокко, и на неё распространяется тот же режим въезда без визы на срок до 90 дней, как и на территорию Марокко. Для пересечения Марокканской стены и посещения территории к востоку от неё, контролируемой Фронтом ПОЛИСАРИО, может потребоваться специальное разрешение властей Марокко.

#### Республика Косово
Для посещения Республики Косово необходимо заранее подавать заявление на визу и получать эту визу в консульстве Косова в Стамбуле. Подача заявления на визу возможна и через Интернет, не позднее, чем за 10 дней до въезда в Косово, но сама виза выдаётся в бумажной форме в консульстве. Визы по прибытии в аэропорту Приштины выдаются в исключительных случаях, в наземных КПП Республики Косово — не выдаются.
Оформление визы занимает от 1 до 15 дней, стоимость визы составляет 40 евро, а оплачивается в турецких лирах по текущему курсу. Гражданам России, как и других государств, не признающих независимости Косово, косовская виза может быть выдана на отдельном вкладыше, а не вклеена в паспорт. Въезд по многократной шенгенской визе не возможен. Пограничники направляют в посольство Косово в Хорватии (Загреб).

#### Крым, ДНР, ЛНР, Запорожская и Херсонская области
Территория Крыма находится под контролем российских властей и рассматривается ими как часть территории РФ — Республика Крым и город федерального значения Севастополь, поездки в которые с другой подконтрольной России территории рассматриваются как внутренние (в том числе авиарейсы выполняются через сектор внутренних рейсов). Такие поездки осуществляются без прохождения пограничного контроля и столь же свободно, как и другие перемещения по территории России; ЗАТО и других подобных территорий с регламентированным посещением в Республике Крым и в Севастополе в настоящее время нет.
Однако властями Украины эта же территория рассматривается как временно оккупированные Автономная Республика Крым и город со специальным статусом Севастополь. С подконтрольной Украине территории лица, не имеющие украинского гражданства, пропускаются в Крым только при наличии специального разрешения. Въезд в Крым не через украинские контрольные пункты украинские власти считают незаконным, и установили административную и уголовную ответственность за него. О практическом применении этого закона в отношении отдельных граждан сведений нет, но известны случаи задержания украинскими властями иностранных торговых морских судов, заходивших в порты Крыма, и возбуждения уголовных дел по этому поводу. Не допускается транзитный проезд через Крым на территорию, подконтрольную украинским властям, равно как въезд на эту территорию по российским документам, выданным в Крыму.
Не исключено применение санкций за посещение Крыма властями третьих государств, поддерживающих позицию Украины, хотя вопрос об этом остаётся спорным. По информации некоторых СМИ, некоторые отказы без объяснения причин в шенгенских визах и в визах в США могли быть связаны с посещением Крыма (притом власти большинства из этих стран это не подтвердили и не опровергли, а посол ФРГ — опроверг). Власти РФ полностью отрицают возможность возникновения проблем в отношениях граждан, посетивших Крым, с властями других государств. Европейские эксперты высказали сомнения в возможности такой практики без официального согласования на уровне ЕС. Анонимный источник в структурах ЕС заявил, что массовая слежка за посещением Крыма и аннулирование ранее выданных шенгенских виз в связи с ним — не осуществляется и не планируется, а применяемые визовые ограничения официально опубликованы и касаются только жителей Крыма, но не российских туристов. Также пока ни одно государство мира, за исключением Украины, не подтвердило (в том числе неофициально) информацию о том, что посещение Крыма может повлечь за собой отказ во въезде или какие-либо санкции в отношении туристов (в том числе административную или уголовную ответственность).
Ряд стран ЕС могут не оформлять на территории РФ визы российским гражданам, проживающим в Крыму, если устанавливают факт такого проживания, в то время как другие страны ЕС оформляют.

#### Приднестровская Молдавская Республика
Въезд в Приднестровье для граждан всех государств (в том числе и России) свободный, тем не менее необходимо зарегистрироваться на пограничном посту миграционной службы, где выдаётся миграционная карта, которая сдаётся при выезде из ПМР. В отличие от многих непризнанных стран и территорий, въезд в ПМР не рассматривается властями Молдовы как незаконный и не влечёт никаких санкций, однако власти Молдовы претендуют на территорию ПМР и требуют от граждан РФ, пересекающих границу Украины с Приднестровьем, в течение 72 часов после этого подать декларацию в молдавское «Бюро миграции и убежища» или в «CRIS Registru».

#### Сахарская Арабская Демократическая Республика
Территория Сахарской Арабской Демократической Республики, расположенная восточнее Марокканской стены, оспаривается властями Марокко, но фактически контролируется Фронтом ПОЛИСАРИО, возглавляющим частично признанную Сахарскую Арабскую Демократическую Республику (САДР). Для въезда на неё со стороны территории Западной Сахары, подконтрольной Марокко, может потребоваться специальное разрешение марокканских властей. О возможностях и последствиях другого въезда туда, а также о том, какие требования предъявляют власти САДР к туристам из разных стран мира, сведений нет.

#### Сомалиленд
Виза в Сомали не является разрешением для въезда в Сомалиленд. Для посещения Сомалиленда нужна отдельная виза.
Визу можно оформить на месте по прибытии (как правило на границе). Для оформления визы необходимо предъявить следующие документы:
- действующий загранпаспорт;
- обратный билет или приглашение;
- заполненную на английском языке анкету.

Официальный визовый сбор составляет за однократную визу $30, однако с иностранцев взимаются дополнительный сборы, в итоге сумма может значительно возрасти. В частности, каждый иностранец должен обменять в аэропорту $50 по крайне невыгодному курсу с потерей примерно половины от указанной суммы, а также оплатить въездной налог в размере $30. В то же время точная процедура въезда таким образом не до конца известна и не совсем прозрачна, решение о выдаче визы по прибытии принимается конкретным чиновником и полностью зависит от его компетентности и настроения, поэтому рекомендуется получать визу заранее.
Визу также можно оформить в посольствах Сомалиленда в Аддис Абебе (Эфиопия) и Джибути (Джибути) или в Somaliland Mission в Лондоне (Великобритания). Документы можно отправить через представителя или отправить почтой.
Сама виза оформляется в день подачи документов. При пересылке почтой процедура может занять до 3 недель.

#### Тайвань
С 6 сентября 2018 года власти частично признанной Китайской Республики, фактически контролирующие остров Тайвань, разрешили гражданам России безвизовый въезд на 14 дней в туристических, деловых и частных целях. Россия не признаёт независимость Китайской Республики и официально считает Тайвань частью Китайской Народной Республики, претендующей на этот остров. Но о каких-либо санкциях за посещение Тайваня со стороны властей КНР либо третьих стран, как и от Тайваня за посещение КНР, ничего не сообщалось. После включения Тайваня в список недружественных России стран безвизовый режим не был продлён и перестал действовать с сентября 2022 года, для посещения нужно получать визу в консульской службе ТМКК.

#### Турецкая Республика Северного Кипра
Для посещения Северного Кипра (контролируемый турками север острова Кипр) виза не требуется гражданам подавляющего большинства стран мира, включая Россию. Исключением из правила являются граждане Армении и Нигерии. Для въезда необходим лишь действующий загранпаспорт. Срок пребывания — 90 дней. Штампы о въезде и выезде в паспорт туриста не ставятся, чтобы в будущем у иностранца не возникало проблем при въезде на территорию подконтрольную Республике Кипр. При этом паспорт туриста сканируется и заносится в базу данных въезжающих на территорию Северного Кипра иностранцев.
Начиная с апреля 2004 года сняты все существовавшие формальные ограничения на свободное перемещение между Республикой Кипр и территорией находящейся под контролем турок. Условием вступления Республики Кипра в ЕС стало обязательство прекратить любое уголовное и административное преследование туристов, въехавших на остров через турецкую часть. Кипр принял на себя это обязательство, отражённое в заявлении Европарламента № 866/2004EK. В настоящее время[когда?]

 действуют 7 пропускных пунктов, и планируется открытие ещё двух. Более того, для посещения Северного Кипра по суше из греческой части острова достаточно однократной визы Республики Кипр, вне зависимости от количества выездов в турецкую часть. Нет никаких временных рамок и ограничений для посещения Северного Кипра из греческой части острова.
Однако, правительство Республики Кипр, вопреки формальным правилам, по-прежнему не признаёт въезд и выезд с острова через порты и аэропорты Северного Кипра: порты Кирения и Фамагуста, аэропорт Эрджан. Туристам, прибывшим на остров через указанные выше порты и аэропорт может быть отказано во въезде на греческую часть острова.
Проблемы также могут возникнуть в случае, если турист всё-таки въехал через Северный Кипр, а вылететь или уплыть в третью страну пытается через греческий Кипр. Такая ситуация вполне возможна, хотя власти Республики Кипр осуществляют лишь выборочную проверку паспортов на границе между греческой и турецкой частями острова.

#### Южная Осетия
Также, как и в случае с Абхазией, граждане РФ имеют право свободного пребывания. Въезд в Южную Осетию возможен только с территории России, но данный въезд является незаконным с точки зрения Грузии. Со стороны Грузии действует КПП в районе населённого пункта Ленингор (Ахалгори), но через него осуществляется пропуск только местных жителей. 18 марта 2015 г. был подписан Договор о союзничестве и интеграции, который вступил в силу в 2015 году (см. таблицу). Пересечение российско-югоосетинской границы гражданами России и Южной Осетии свободное (с учётом ограничений по соображениям безопасности); конкретные ограничения должны быть установлены в течение полугода после вступления договора в силу.

### Нейтральные территории

#### Антарктика
К Антарктике относится всё, что находится южнее 60 ° ю. ш., включая весь антарктический континент, острова, океан, шельфовые ледники и воздушное пространство над ними. На эту территорию не распространяется суверенитет какого-либо государства, но человеческая деятельность там регулируется Системой Договора об Антарктике, включающей сам договор и другие международные соглашения об Антарктике, а также национальным законодательством стран-участниц. Визы в Антарктику не требуются и не выдаются.
По российскому федеральному закону «О регулировании деятельности российских граждан и российских юридических лиц в Антарктике» и «Положению о разрешениях на осуществление деятельности в Антарктике», организовывать поездки из России в Антарктику и проводить какую-либо деятельность в Антарктике вправе только зарегистрированный антарктический оператор. Российским негосударственным антарктическим оператором формально может стать любое российское юридическое лицо, индивидуальный предприниматель и даже любой российский гражданин. Для этого он должен заранее получить в Федеральной службе по гидрометеорологии и мониторингу окружающей среды (Росгидромете) разрешение на осуществление деятельности в Антарктике; под «деятельностью» понимается практически любое пребывание там, даже в целях туризма и отдыха без проведения каких-либо работ. Негосударственный антарктический оператор организует экспедицию в Антарктику и несёт ответственность за неё; он должен иметь установленную страховку или банковскую гарантию своей материальной ответственности, обеспечивать необходимое снабжение, связь, оказание первой медицинской помощи и мер реагирования в чрезвычайных ситуациях, соблюдение правил посещения антарктических станций, особо охраняемых и особо управляемых районов Антарктики, охрану окружающей среды, вывоз либо безопасную утилизацию отходов и прочее. Другие люди могут пребывать в Антарктике по договору с этим оператором (это касается и туристов, и работников); им не потребуется получать отдельные разрешения в Росгидромете.
Российский негосударственный антарктический оператор и люди, прибывшие в Антарктику по договору с ним, во время пребывания в Антарктике остаются в юрисдикции РФ и несут ответственность в соответствии с российским законодательством.
Международное и российское право не ограничивает время пребывания в Антарктике, однако негосударственный антарктический оператор в заявлении на получение разрешения на деятельность в Антарктике должен представить календарный план этой деятельности, в том числе даты начала и окончания экспедиции (первого и последнего пересечения 60-й южной параллели), а после получения разрешения — по возможности придерживаться этого плана. Любая деятельность в Антарктике без такого разрешения или с нарушениями, с причинением вреда окружающей среде или созданием помех научным исследованиям — является административным правонарушением (ст. 8.43 КоАП РФ), влечёт штраф и возмещение ущерба.
Однако россияне не спешат использовать эту законную возможность; по данным Секретариата Договора об Антарктике, в 2015—2016 годах российских негосударственных экспедиций в Антарктику не было, в плане на 2016—2017 годы отмечено только предоставление российских морских судов в пользование (фрахт) негосударственным антарктическим операторам из Австралии, Новой Зеландии и Канады; российские негосударственные антарктические станции также отсутствуют. По информации Росгидромета на май 2017 года, среди российских антарктических операторов только один (ООО «Пекс») планирует заниматься туризмом в Антарктике, на что получил разрешения этой службы; однако в системе обмена информацией Секретариата Договора об Антарктике сведений о конкретной деятельности этого оператора в Антарктике не найдено.
Немногочисленные российские туристы отправляются в Антарктику транзитом через другие страны — участницы Договора об Антарктике, по договорам с негосударственными антарктическими операторами тех стран. Таким туристам необходимо сначала в общем порядке (визовом, безвизовом или ином) въехать в ту страну, а затем оттуда отправиться в Антарктику в составе экспедиции, организованной иностранным негосударственным антарктическим оператором. На них распространяется система Договора об Антарктике и национальное антарктическое законодательство той страны, а не России.
См. также:
- Туризм и неправительственная деятельность в Антарктике: правила и рекомендации для частных лиц на сайте Секретариата Договора об Антарктике.

#### Шпицберген
На основании подписанного в 1920 году Шпицбергенского трактата, на территорию архипелага Шпицберген распространяется суверенитет Норвегии, но граждане всех стран-участниц, в том числе России, вправе свободно приезжать на Шпицберген без виз и ограничений срока пребывания. Нет сведений о регулярных прямых пассажирских рейсах морских и воздушных судов из РФ на Шпицберген; известно только о нерегулярных чартерных авиарейсах из Москвы, на которых возможны безвизовые поездки на архипелаг.
Единственный на архипелаге гражданский международный аэропорт Свальбард имеет регулярное пассажирское сообщение только с норвежскими городами Осло и Тромсё. А для поездок на Шпицберген через Норвегию нужно предварительно получать норвежскую транзитную визу или многократную шенгенскую визу, потому что материковая территория Норвегии входит в Шенгенскую зону, а Шпицберген — нет. Транзитная виза для посещения Шпицбергена выдаётся властями Норвегии при наличии приглашения от физического или юридического лица на Шпицбергене или туристической путёвки с указанием маршрута следования. С февраля 2011 г. введён пограничный выездной (из Шенгенской зоны) контроль в аэропортах Тромсё и Осло, а также въездной контроль в аэропорту Лонгйира. Нет сведений о том, можно ли обойтись без визы в Норвегии, если не выходить за пределы транзитных зон международных аэропортов.
На само́м Шпицбергене виза не требуется, но перемещение туристов по территории архипелага ограничено: для выхода за пределы «нулевой зоны» (города Лонгйир, Грумант, Баренцбург, Пирамида с их окрестностями) нужно специальное разрешение администрации норвежского губернатора; около 65 % Шпицбергена занимают особо охраняемые природные территории.

## Таблица по странам и территориям

### Европа
| Страна, гос.образование, территория | Требование визы           | Допустимый вид паспорта, по которому можно въехать | Допустимый вид паспорта, по которому можно въехать | Допустимый вид паспорта, по которому можно въехать | Допустимый вид паспорта, по которому можно въехать | Допустимый вид паспорта, по которому можно въехать | Допустимый вид паспорта, по которому можно въехать |
| Страна, гос.образование, территория | Требование визы           | Заграничный паспорт | Требуемый срок действия стандартного заграничного паспорта | Дополнительные требования, др. документы для въезда | Служебный паспорт | Дипломатический паспорт |                                                    |
| ----------------------------------- | ------------------------- | --- | --- | --- | --- | --- | -------------------------------------------------- |
| Австрия                             | Да                        | Член Шенгенской зоны. Необходимо заранее подавать заявление на Шенгенскую визу. | Не менее 3 месяцев | 2 чистые страницы | Нет | 90 дней |                                                    |
| Аландские острова                   | Да                        | Аландские острова являются частью Финляндии. Необходимо заранее подавать заявление на Шенгенскую визу. | Не менее 3 месяцев | 2 чистые страницы | Нет | 90 дней |                                                    |
| Албания                             | Да                        | Необходимо заранее подавать заявление на визу. Безвизово для тех, у кого есть действующая Шенгенская виза. | Не менее 6 месяцев | 1 чистая страница | 90 дней | 90 дней |                                                    |
| Азербайджан                         | нет                       | 3 месяца; обязательная регистрация по месту пребывания в миграционной службе в срок 3 календарных дня с момента въезда. Кроме того, в случае обнаружения в паспорте в прошлом отметок Нагорного Карабаха во въезде будет отказано в любом случае. Могут возникнуть проблемы во въезде, если в паспорте есть отметки о посещении Армении. | Не менее 3 месяцев | 1 чистая страница. Паспорт моряка, свидетельство на возвращение в РФ. | ? | ? |                                                    |
| Андорра                             | Да                        | Подписано соглашение об отмене виз, вступающее в силу в конце ноября 2020 года. В то же время из-за отсутствия аэропортов в княжестве, фактический въезд туда почти во всех случаях потребует многократную шенгенскую визу. | Не менее 3 месяцев | 2 чистые страницы | Нет | 90 дней |                                                    |
| Армения                             | нет                       | 180 дней в год. С 1 февраля 2017 года возможен въезд по внутреннему российскому паспорту (лишь через аэропорты «Зварнотц» в Ереване и «Ширак» в Гюмри), до 30 дней подряд без регистрации. | Паспорт должен быть действителен на протяжении всей поездки | 1 чистая страница | 90 дней | Да |                                                    |
| Белоруссия                          |                           | Россия и Белоруссия создали Союзное государство; граждане России и Белоруссии имеют право жить и работать в обеих странах без визы и без иммиграционных процедур. | Россия и Белоруссия создали Союзное государство; граждане России и Белоруссии имеют право жить и работать в обеих странах без визы и без иммиграционных процедур. | Россия и Белоруссия создали Союзное государство; граждане России и Белоруссии имеют право жить и работать в обеих странах без визы и без иммиграционных процедур. | Россия и Белоруссия создали Союзное государство; граждане России и Белоруссии имеют право жить и работать в обеих странах без визы и без иммиграционных процедур. | Россия и Белоруссия создали Союзное государство; граждане России и Белоруссии имеют право жить и работать в обеих странах без визы и без иммиграционных процедур. |                                                    |
| Бельгия                             | Да                        | Член Шенгенской зоны. Необходимо заранее подавать заявление на Шенгенскую визу. | Не менее 3 месяцев | 1 чистая страница с двух сторон | Нет | 90 дней |                                                    |
| Болгария                            | Да                        | Необходимо заранее подавать заявление на визу. Возможен въезд по Шенгенской визе не более чем на 90 суток. Возможен также въезд в страну по визам Румынии, Хорватии и Кипра не более чем на 90 дней в течение каждого полугодия. | Не менее 3 месяцев | 2 чистые страницы | 90 дней | 90 дней |                                                    |
| Босния и Герцеговина                | нет                       | 30 дней (в течение каждого периода в 60 дней начиная с даты первого въезда) при наличии выездных билетов | Не менее 3 месяцев | 2 чистые страницы | Да | Да |                                                    |
| Ватикан                             | Да                        | Фактический член Шенгенской зоны. Необходимо заранее подавать заявление на Шенгенскую визу. | Не менее 3 месяцев | 2 чистые страницы | Необходимо заранее подавать заявление на визу | 90 дней |                                                    |
| Великобритания                      | Да                        | Необходимо заранее подавать заявление на визу. Возможен безвизовый транзит (в течение 48 часов), но с 1 декабря 2014 года лишь если у пассажира имеется действующая виза либо вид на жительство США, Канады, Великобритании, Австралии или Новой Зеландии, и он следует в них или из них | Паспорт должен быть действителен на момент подачи заявления и на момент выезда из Британии. | 1 чистая страница с двух сторон | Нет | Нет |                                                    |
| Венгрия                             | Да                        | Член Шенгенской зоны. Необходимо заранее подавать заявление на Шенгенскую визу. | Не менее 3 месяцев | 2 чистые страницы | 90 дней | 90 дней |                                                    |
| Германия                            | Да                        | Член Шенгенской зоны. Необходимо заранее подавать заявление на Шенгенскую визу. | Не менее 3 месяцев | 2 чистые страницы | Нет | 90 дней |                                                    |
| Гибралтар                           | Да                        | Необходимо заранее подавать заявление на визу. Возможно въехать по: 1) годовой и более долгой визе Великобритании; 2) многократной Шенгенской визе, действительной более 21 дня — на 21 день; 3) многократной Шенгенской визе, действительной менее 21 дня — выехать нужно за 7 дней до истечения срока действия визы. | Паспорт должен быть действителен на момент подачи заявления и на момент выезда из Гибралтара | 2 чистые страницы | Нет | Нет |                                                    |
| Гренландия                          | да                        | Гренландия является владением Дании. Формально требуется специальная гренландская виза, на практике её наличие не проверяется. | Не менее 3 месяцев | 2 чистые страницы | Нет | 90 дней |                                                    |
| Греция                              | Да                        | Член Шенгенской зоны. Необходимо заранее подавать заявление на Шенгенскую визу. | Не менее 3 месяцев | 2 чистые страницы | Нет | 90 дней |                                                    |
| Грузия                              | нет                       | Граждане России могут свободно въезжать на территорию Грузии и находиться там без визы в течение 360 дней в году. Внимание! Нежелательно въезжать в Грузию имея штампы о пересечении границы России с Абхазией и Южной Осетией. В случае обнаружения таких штампов предусмотрена административная ответственность, а в случае повторного нарушения уголовная ответственность. | Паспорт должен быть действителен на весь срок поездки | 1 чистая страница | Да | Да |                                                    |
| Дания                               | Да                        | Член Шенгенской зоны. Необходимо заранее подавать заявление на Шенгенскую визу. Для посещения Гренландии и Фарерских островов формально требуется отдельная виза. | Не менее 3 месяцев | 2 чистые страницы | Нет | 90 дней |                                                    |
| Ирландия                            | Да                        | Необходимо заранее подавать заявление на визу | Не менее 6 месяцев | 2 чистые страницы | Нет | 90 дней |                                                    |
| Исландия                            | Да                        | Член Шенгенской зоны. Необходимо заранее подавать заявление на Шенгенскую визу. | Паспорт должен быть действителен на момент выезда из страны | 1 чистая страница | Нет | 90 дней |                                                    |
| Испания                             | Да                        | Член Шенгенской зоны. Необходимо заранее подавать заявление на Шенгенскую визу. При подаче заявки на визу нужно показать, что у вас есть по крайней мере 65 евро на одного человека на каждый день пребывания (минимум 580 евро на поездку за человека). | Не менее 3 месяцев | 2 чистые страницы | Нет | 90 дней |                                                    |
| Италия                              | Да                        | Член Шенгенской зоны. Необходимо заранее подавать заявление на Шенгенскую визу. | Не менее 3 месяцев | 1 чистая страница | Нет | 90 дней |                                                    |
| Кипр                                | Да                        | Безвизово при наличии шенгенской визы, или визы Болгарии, Румынии или Хорватии. В остальных случаях необходимо заранее подавать заявление на визу. Вопреки распространённому мнению, с территории ТРСК возможен въезд на территорию Республики Кипр при наличии визы Кипра. | Не менее 3 месяцев | 1 чистая страница | до 90 дней | 90 дней |                                                    |
| Республика Косово                   | Да                        | Можно въехать по Шенгенской многократной визе (на срок до 15 дней) либо по косовской визе, полученной в консульстве Косово в Стамбуле. Оформление косовской визы занимает от 1 до 15 дней, стоимость визы составляет 40 евро, а оплачивается в турецких лирах по курсу. | Паспорт должен быть действителен на момент въезда в страну и на момент выезда | 1 чистая страница | Нет | Нет |                                                    |
| Латвия                              | Да                        | Член Шенгенской зоны. Необходимо заранее подавать заявление на Шенгенскую визу. | Не менее 3 месяцев | 1 чистая страница | Нет | 90 дней |                                                    |
| Литва                               | Да                        | Член Шенгенской зоны. Необходимо заранее подавать заявление на Шенгенскую визу. Жители основной части РФ, имеющие связи с Калининградской областью РФ, имеют право на многократный упрощённый транзитный документ, действующий до 3 лет, с правом въезда в порядке транзита каждый раз на сутки. При следовании по железной дороге граждане России могут получить УПД-ЖД — двукратную транзитную визу, по которой можно пересечь Литву, не покидая поезда; выходить из поезда можно только в том случае, если въезд в Литву осуществлен по обычной действующей шенгенской визе. УПД-ЖД оформляется бесплатно железной дорогой только для граждан России и действует только в поездах российского формирования. | Не менее 3 месяцев | 2 чистые страницы | Нет | 90 дней |                                                    |
| Лихтенштейн                         | Да                        | Член Шенгенской зоны. Необходимо заранее подавать заявление на Шенгенскую визу. | Не менее 3 месяцев | 2 чистые страницы | Нет | 90 дней |                                                    |
| Люксембург                          | Да                        | Член Шенгенской зоны. Необходимо заранее подавать заявление на Шенгенскую визу. | Не менее 3 месяцев | 1 чистая страница | Нет | 90 дней |                                                    |
| Северная Македония                  | Да                        | С 21 марта 2022 года безвизовый режим отменён. Можно въехать по Шенгенской многократной визе (на срок до 15 дней). | Не менее 3 месяцев. | 1 чистая страница. | Да | Да |                                                    |
| Мальта                              | Да                        | Член Шенгенской зоны. Необходимо заранее подавать заявление на Шенгенскую визу. | Не менее 3 месяцев | 2 чистые страницы | Нет | 90 дней |                                                    |
| Молдавия                            | нет                       | 90 дней. При въезде через территорию ПМР необходимо зарегистрироваться в «Бюро миграции и убежища» или в «CRIS Registru» в течение 72 часов с момента пересечения участка границы с Украиной, не контролируемого молдавскими властями. | Не менее 6 месяцев | 1 чистая страница | Да | Да |                                                    |
| Монако                              | Да                        | Фактический член Шенгенской зоны. Необходимо заранее подавать заявление на Шенгенскую визу. | Не менее 4 месяцев | 1 чистая страница | Нет | 90 дней |                                                    |
| Нидерланды                          | Да                        | Член Шенгенской зоны. Необходимо заранее подавать заявление на Шенгенскую визу. | Не менее 3 месяцев | 2 чистые страницы | Нет | 90 дней |                                                    |
| Норвегия                            | По прибытии / электронная | Член Шенгенской зоны. Необходимо заранее подавать заявление на Шенгенскую визу. Есть возможность подать заявку через Интернет. Оформление визы в эту страну достаточно простое. Требуется минимум документов, виза оформляется быстро, отказов в визе крайне мало. Подписано соглашение о безвизовом въезде для жителей приграничных районов. | Не менее 3 месяцев | 2 чистые страницы | Нет | 90 дней |                                                    |
| Польша                              | Да                        | Член Шенгенской зоны. Необходимо заранее подавать заявление на Шенгенскую визу. Подача анкеты через Интернет является обязательной, печатные анкеты не принимаются. Действует соглашение о безвизовом посещении жителями Калининградской области приграничных с ней районов Польши при наличии специального разрешения. | Не менее 3 месяцев | 2 чистые страницы | 90 дней | 90 дней |                                                    |
| Португалия                          | Да                        | Член Шенгенской зоны. Необходимо заранее подавать заявление на Шенгенскую визу. | Не менее 3 месяцев | 2 чистые страницы | Нет | 90 дней |                                                    |
| ПМР                                 | нет                       | Въезд в Приднестровье для граждан всех государств (в. т.ч. и России) свободный, тем не менее необходимо зарегистрироваться на погранконтроле. Власти Молдавии претендуют на территорию ПМР и требуют от граждан РФ, пересекающих границу Украины с Приднестровьем, в течение 72 часов после этого подать декларацию в молдавское «Бюро миграции и убежища» или в «CRIS Registru». | Въезд в Приднестровье для граждан всех государств (в. т.ч. и России) свободный, тем не менее необходимо зарегистрироваться на погранконтроле. Власти Молдавии претендуют на территорию ПМР и требуют от граждан РФ, пересекающих границу Украины с Приднестровьем, в течение 72 часов после этого подать декларацию в молдавское «Бюро миграции и убежища» или в «CRIS Registru». | Въезд в Приднестровье для граждан всех государств (в. т.ч. и России) свободный, тем не менее необходимо зарегистрироваться на погранконтроле. Власти Молдавии претендуют на территорию ПМР и требуют от граждан РФ, пересекающих границу Украины с Приднестровьем, в течение 72 часов после этого подать декларацию в молдавское «Бюро миграции и убежища» или в «CRIS Registru». | Въезд в Приднестровье для граждан всех государств (в. т.ч. и России) свободный, тем не менее необходимо зарегистрироваться на погранконтроле. Власти Молдавии претендуют на территорию ПМР и требуют от граждан РФ, пересекающих границу Украины с Приднестровьем, в течение 72 часов после этого подать декларацию в молдавское «Бюро миграции и убежища» или в «CRIS Registru». | Въезд в Приднестровье для граждан всех государств (в. т.ч. и России) свободный, тем не менее необходимо зарегистрироваться на погранконтроле. Власти Молдавии претендуют на территорию ПМР и требуют от граждан РФ, пересекающих границу Украины с Приднестровьем, в течение 72 часов после этого подать декларацию в молдавское «Бюро миграции и убежища» или в «CRIS Registru». |                                                    |
| Румыния                             | Да                        | Необходимо заранее подавать заявление на визу. C 01.02.2014 г. возможно пребывание в стране по действующей шенгенской визе. | Не менее 3 месяцев | 1 чистая страница | 90 дней | 90 дней |                                                    |
| Сан-Марино                          | Да                        | Въезд возможен только с территории Италии. Пограничный контроль на границе отсутствует. Необходимо заранее подавать заявление на Шенгенскую визу. | Паспорт должен быть действителен на момент въезда в страну и на момент выезда | 1 чистая страница | 90 дней | 90 дней |                                                    |
| Сербия                              | нет                       | 30 дней | Не менее 3 месяцев с момента выезда из страны | 1 чистая страница | 90 дней | 90 дней |                                                    |
| Словакия                            | Да                        | Член Шенгенской зоны. Необходимо заранее подавать заявление на Шенгенскую визу. | Не менее 3 месяцев | 1 чистая страница | 90 дней | 90 дней |                                                    |
| Словения                            | Да                        | Член Шенгенской зоны. Необходимо заранее подавать заявление на Шенгенскую визу. | Не менее 3 месяцев | 2 чистые страницы | Нет | 90 дней |                                                    |
| Турция                              | нет                       | Безвизово до 60 дней подряд. При этом общий срок пребывания в Турции не должен превышать 90 дней в течение каждого периода в 180 дней. В январе 2016 года власти Турции сообщили, что не собираются приостанавливать действие безвизового режима для граждан РФ в ответ на подобные меры российских властей в отношении граждан Турции. | Срок действия паспорта должен составлять не менее 4 месяцев на момент въезда в страну (на практике срок действия паспорта проверяют редко) | 1 чистая страница обязательно. С 24.11.2015 МИД РФ рекомендует не посещать Турцию по причине нарастания террористической угрозы. | Да | 30 дней |                                                    |
| Украина                             | Да                        | С 1 июля 2022 года – визовый режим. Фактический въезд на территорию Украины до окончания боевых действий сильно затруднён и почти невозможен в силу ряда обстоятельств. | Паспорт должен быть действителен на момент въезда в страну и на момент выезда | Заграничный паспорт с одной чистой страницей | Нет | Нет |                                                    |
| Фарерские острова                   | Да                        | Фарерские острова являются владением Дании. Формально требуется наличие специальной фарерской визы, но на практике её наличие не контролируется (возможен въезд по Шенгенской визе). | Не менее 3 месяцев | 1 чистая страница | Нет | 90 дней |                                                    |
| Финляндия                           | Да                        | Член Шенгенской зоны. Необходимо заранее подавать заявление на Шенгенскую визу, но есть возможность подачи заявления в Интернете. | Не менее 3 месяцев | 2 чистые страницы | Нет | 90 дней |                                                    |
| Франция                             | Да                        | Член Шенгенской зоны. Необходимо заранее подавать заявление на Шенгенскую визу. | Не менее 3 месяцев с момента окончания действия выдаваемой визы | 3 чистые страницы | Нет | 90 дней |                                                    |
| Хорватия                            | Да                        | Начиная с 1 января 2023 года — член Шенгенской зоны. Необходимо заранее подавать заявление на Шенгенскую визу. | Не менее 3 месяцев с момента окончания поездки | 1 чистая страница | 90 дней | 90 дней |                                                    |
| Черногория                          | нет                       | 30 дней. С июля 2015 года необходимо зарегистрироваться в полиции в течение следующего рабочего дня. | Не менее 3 месяцев с момента окончания поездки | 1 чистая страница | 90 дней | 90 дней |                                                    |
| Чехия                               | Да                        | Член Шенгенской зоны. Необходимо заранее подавать заявление на Шенгенскую визу. | Не менее 90 дней с момента окончания поездки | 2 чистые страницы | Нет | 90 дней |                                                    |
| Швейцария                           | Да                        | Член Шенгенской зоны. Необходимо заранее подавать заявление на Шенгенскую визу. | Не менее 3 месяцев | 2 чистые страницы | Нет | 90 дней |                                                    |
| Швеция                              | Да                        | Член Шенгенской зоны. Необходимо заранее подавать заявление на Шенгенскую визу. Есть возможность подать заявку через Интернет. | Не менее 3 месяцев | 2 чистые страницы | Нет | 90 дней |                                                    |
| Шпицберген                          | Да                        | Территория Норвегии с особым статусом, предусматривающим безвизовый въезд на неограниченное время для граждан государств, подписавших Шпицбергенский трактат (в т.ч. граждан РФ). Но регулярных прямых рейсов из РФ на Шпицберген нет, а транзит через материковую территорию Норвегии вряд ли осуществим без норвежской транзитной либо многократной шенгенской визы. На Шпицбергене для выхода за пределы т.н. «нулевой зоны» требуется разрешение норвежской администрации. | Не менее 3 месяцев | 2 чистые страницы | Необходимо заранее подавать заявление на визу | Необходимо заранее подавать заявление на визу |                                                    |
| Эстония                             | Да                        | Член Шенгенской зоны. Необходимо заранее подавать заявление на Шенгенскую визу. Ведутся переговоры об упрощении получения визы для жителей приграничных территорий России. | Не менее 3 месяцев | 2 чистые страницы | Нет | 90 дней |                                                    |

### Азия
| Страна, гос.образование, территория | Требование визы           | Допустимый вид паспорта, по которому можно въехать | Допустимый вид паспорта, по которому можно въехать | Допустимый вид паспорта, по которому можно въехать | Допустимый вид паспорта, по которому можно въехать | Допустимый вид паспорта, по которому можно въехать | Допустимый вид паспорта, по которому можно въехать |
| Страна, гос.образование, территория | Требование визы           | Заграничный паспорт | Требуемый срок действия стандартного заграничного паспорта | Дополнительные требования, другие документы | Служебный паспорт | Дипломатический паспорт |                                                    |
| ----------------------------------- | ------------------------- | --- | --- | --- | --- | --- | -------------------------------------------------- |
| Республика Абхазия                  | нет                       | 24 ноября 2014 года был подписан «Договор между Российской Федерацией и Республикой Абхазия о союзничестве и стратегическом партнёрстве», который был ратифицирован 3 февраля 2015 года. Граждане России и Абхазии имеют право свободно пересекать российско-абхазскую границу без эмиграционных процедур. Въезд в Абхазию с территории России считается незаконным с точки зрения Грузии. | 24 ноября 2014 года был подписан «Договор между Российской Федерацией и Республикой Абхазия о союзничестве и стратегическом партнёрстве», который был ратифицирован 3 февраля 2015 года. Граждане России и Абхазии имеют право свободно пересекать российско-абхазскую границу без эмиграционных процедур. Въезд в Абхазию с территории России считается незаконным с точки зрения Грузии. | 24 ноября 2014 года был подписан «Договор между Российской Федерацией и Республикой Абхазия о союзничестве и стратегическом партнёрстве», который был ратифицирован 3 февраля 2015 года. Граждане России и Абхазии имеют право свободно пересекать российско-абхазскую границу без эмиграционных процедур. Въезд в Абхазию с территории России считается незаконным с точки зрения Грузии. | 24 ноября 2014 года был подписан «Договор между Российской Федерацией и Республикой Абхазия о союзничестве и стратегическом партнёрстве», который был ратифицирован 3 февраля 2015 года. Граждане России и Абхазии имеют право свободно пересекать российско-абхазскую границу без эмиграционных процедур. Въезд в Абхазию с территории России считается незаконным с точки зрения Грузии. | 24 ноября 2014 года был подписан «Договор между Российской Федерацией и Республикой Абхазия о союзничестве и стратегическом партнёрстве», который был ратифицирован 3 февраля 2015 года. Граждане России и Абхазии имеют право свободно пересекать российско-абхазскую границу без эмиграционных процедур. Въезд в Абхазию с территории России считается незаконным с точки зрения Грузии. |                                                    |
| Афганистан                          | Да                        | До августа 2021 года необходимо было подать заявление на визу. После прихода талибов: для въезда в Афганистан гражданам России нужна виза. Получить её можно в Консульском отделе Посольства Исламской Республики Афганистан в Москве. Нужно заполнить анкету, отдать 2 цветные фотографии и заплатить $80 (срочная дороже) . | Не менее 6 месяцев | 1 чистая страница | Неизвестно | Неизвестно |                                                    |
| Бангладеш                           | По прибытии               | 90-дневная виза по прибытии за $50. С 2010 г. готовится соглашение об отмене виз. | Не менее 6 месяцев | 1 чистая страница | Необходимо заранее подавать заявление на визу | Необходимо заранее подавать заявление на визу |                                                    |
| Бахрейн                             | По прибытии               | 14-дневная виза по прибытии за 25 BHD при наличии обратных билетов, денежных средств, а также подтверждения места проживания в Бахрейне. Возможно продление визы до 1 месяца. Готовится соглашение о безвизовом режиме | Срок действия паспорта должен истекать после окончания поездки | 1 чистая страница | Так же | Так же |                                                    |
| Бруней                              | нет                       | Виза не требуется на срок пребывания до 14 дней. | Не менее 6 месяцев | 4 чистые страницы | 14 дней | 14 дней |                                                    |
| Бутан                               | По прибытии               | Туристические визы выдаются только по прибытии и только при наличии заранее заключённого договора на оказание туристических услуг с одним из лицензированных бутанских туроператоров, предоплате его услуг и консульского сбора $40. Однако такой договор возможно заключить по Интернету, без личных встреч и пересылки бумажных документов, оплату провести безналично, визу получить по распечатке полученного визового разрешения. Срок действия туристической визы — 15 дней с возможностью продления. Другие визы выдаются только по приглашениям государственных организаций Бутана и также по прибытии, поскольку дипмиссий Бутана нет в России и очень мало в мире. Передвижение туристов по стране разрешается только в рамках разработанной бутанским туроператором программы и в сопровождении предоставленного им гида, скалолазание и самостоятельные путешествия запрещены. | Не менее 6 месяцев с начала поездки | 1 чистая страница | Так же | Так же |                                                    |
| Восточный Тимор                     | По прибытии               | 30-дневная виза в аэропорту по прибытии ($30). Продление визы на срок до 90 дней возможно в полицейском участке при уплате сбора из расчёта $1 за день пребывания. При вылете из страны взимается аэропортовый сбор: если вылет международный — около 10 долларов США или 20 австралийских долларов, если внутренний — около 2 долларов США. Также при перелёте через Джакарту взимается страховка на местные линии — около 12 долларов США (в индонезийских рупиях). | Паспорт должен быть действителен на весь срок поездки | 1 чистая страница | Необходимо заранее подавать заявление на визу | Необходимо заранее подавать заявление на визу |                                                    |
| Вьетнам                             | нет                       | Вне зависимости от цели поездки: с 15 августа 2023 года безвизово до 45 дней, доступно получение е-визы на 90 дней | 30 дней с момента выезда из Вьетнама | 1 чистая страница | 90 дней. | 90 дней |                                                    |
| Гонконг                             | нет                       | 14 дней | Не менее 1 месяца с момента окончания поездки при получении визы по прилёте | 1 чистая страница | Да | 90 дней |                                                    |
| Израиль                             | нет                       | Безвизовый въезд в целях туризма — до 90 дней, максимум 180 дней в году. С 1 января 2025 года туристам из безвизовых стран требуется получение ЕТА (электронное предварительное разрешение на поездку) через сайт МВД Израиля. | Не менее 6 месяцев | 1 чистая страница | Необходимо заранее подавать заявление на визу, и требуется разрешение от Министерства иностранных дел Израиля. | Необходимо заранее подавать заявление на визу, и требуется разрешение от Министерства иностранных дел Израиля. |                                                    |
| Индия                               | По прибытии / электронная | С 27 ноября 2014 года введено получение визовых разрешений (ETA) в Интернете, которые дают возможность получения визы по прилёте в аэропортах Ахмадабад, Амритсар, Багдогра (Силигури), Бангалор, Варанаси, Гая, Гоа, Гувахати, Дели, Джайпур, Каликут, Калькутта, Коимбатур, Кочин, Лакнау, Мангалур, Мумбаи, Нагпур, Пуна, Тируччираппалли, Тривандрам, Хайдерабад, Ченнаи и Чандигарх. В электронном разрешении на влёт (ETA) указывается номер визы и срок, в течение которого можно влететь в Индию. После влёта в страну, при прохождении паспортного контроля, в паспорт ставится штамп с номером и сроком действия визы. Существует 3 вида туристических ETA - на 30 дней (стоимость 25 usd), на год (стоимость 40 usd), на 5 лет (стоимость 80 usd). Подавать заявление визы нужно не менее чем за четыре дня до указанной даты поездки. На годовые и пятилетние визы можно подать не ранее, чем за 120 дней до указанной даты поездки. На месячную визу - не ранее, чем за 30 дней до указанной даты поездки. По месячной визе можно влететь в течение 30 дней после получения ETA, с момента влёта ставится штамп на 30 дней пребывания с возможностью ещё одного вылета и влёта в течение этого срока. По годовым и пятилетним ETA можно влетать в течение всего их срока действия. Первый раз по ETA можно только влететь, когда поставят штамп в паспорт - можно также выезжать и заезжать в Индию через наземные погранпереходы. По годовым и пятилетним туристическим визам единовременный срок пребывания не должен превышать 90 дней пребывания. При этом суммарное количество дней в течение календарного года не должно превышать 180 дней. Готовится соглашение о безвизовом режиме. | Не менее 6 месяцев | 1 чистая страница | 90 дней | 90 дней |                                                    |
| Индонезия                           | нет                       | Безвизовый въезд в туристических, частных, деловых, официальных или транзитных целях до 30 дней без права дальнейшего продления или изменения режима пребывания; более длительное пребывание возможно по визе по прибытии (30 дней с возможностью продления ещё на 30), на больший срок — по предварительно оформленной визе. | Не менее 6 месяцев | 1 чистая страница | Так же | Так же |                                                    |
| Иордания                            | нет                       | 30 дней в рамках одного въезда и не более 90 дней пребывания в год | Не менее 6 месяцев с даты въезда | 1 чистая страница | Так же | Так же |                                                    |
| Ирак                                | По прибытии               | С 15 марта 2021 года доступно получение двухмесячной визы по прибытии в страну. | Не менее 3-6 месяцев после окончания поездки | 2—3 чистые страницы. Заполненные от руки паспорта не принимаются. Во въезде в страну будет отказано туристам, имеющим в своих паспортах какие-либо отметки о посещении Государства Израиль. | Так же | Так же |                                                    |
| Иран                                | По прибытии / электронная | Для организованных тургрупп от 5 до 50 человек виза не требуется. 30-дневная туристическая виза выдаётся по прибытии в любом международном аэропорту. При этом женщинам, путешествующим без сопровождения мужчин, рекомендуется оформить визу заранее. Стоимость — 60 EUR. Во въезде в страну будет отказано туристам, имеющим в своих паспортах какие-либо отметки о посещении Государства Израиль, при этом информация посольства Ирана в Москве говорит о том, что въезд допускается, но лишь по истечении года с момента выезда с территории Израиля | Не менее 6 месяцев с даты въезда | 1 чистая страница. | 30 дней | 30 дней |                                                    |
| Йемен                               | Да                        | Необходимо заранее подавать заявление на визу. | Паспорт, срок действия которого превышает срок пребывания в Йемене | 1 чистая страница. Во въезде в страну будет отказано туристам, имеющим в своих паспортах какие-либо отметки о посещении Государства Израиль. | Так же | Так же |                                                    |
| Казахстан                           | нет                       | 90 дней (в течение 180 дней), далее необходимо регистрироваться. Въезд по заграничному или внутреннему паспорту, детям по свидетельству о рождении с отметкой о гражданстве России. Возможен въезд по внутреннему паспорту только с территории России. | Паспорт, срок действия которого превышает срок пребывания в Казахстане | Необходимо только место для штампов. Паспорт моряка, свидетельство на возвращение в РФ. | Да | Да |                                                    |
| Камбоджа                            | По прибытии               | Одномесячная туристическая виза в аэропорту по прибытии (необходимо фото, $30); в случае отсутствия фотографии можно уплатить дополнительный сбор и виза всё равно будет оформлена. Бизнес-виза (от 3 до 12 месяцев) в аэропорту по прибытии с возможностью продления до года (необходимо фото, $35—$285). Для визита с туристическими целями до месяца возможно оформление визы онлайн (без возможности продления). Существует соглашение об общей визе с Таиландом, но на практике оно не действует, и держатели любых тайских виз получают камбоджийскую визу на общих основаниях. | Паспорт должен быть действителен весь срок пребывания в стране, но не менее 6 месяцев с даты въезда | 1 чистая страница | Да | Да |                                                    |
| Катар                               | нет                       | 90 дней в течение каждого периода в 180 дней. | Не менее 6 месяцев c даты въезда | | 1 месяц | 90 дней |                                                    |
| Киргизия                            | нет                       | 90 дней, далее необходимо регистрироваться | Паспорт должен быть действителен весь срок пребывания в стране | Необходимо только место для штампов. Паспорт моряка, свидетельство на возвращение в РФ. | Да | Да |                                                    |
| Китай                               | По прибытии               | Безвизовый въезд гражданам России возможен из города Благовещенска в китайский городской округ Хэйхэ, а также при въезде туристических групп от 5 до 50 человек, на срок не более 15 дней, при рабочих поездках по служебным паспортам — на срок не более 30 дней. По прилёте в аэропорт Пекина возможно оформление визы по прибытии за $100 на 30 дней на общих основаниях. По прибытии в аэропорты Гуанчжоу, Чэнду, Чунцина, Сианя, Гуйлиня, Хайлара, Суйфэньхэ или Харбина возможно также оформление транзитной визы на 72 часа. В Пекине, Хэбэе (аэропорт Чжэндин), Тяньцзине (аэропорт Биньхай), Шэньяне, Даляне, Шанхае, Нанкине и Ханчжоу срок пребывания составляет до 6 суток (144 часов), не включая дня на момент прохождения паспортного контроля (дня прилёта), вылет должен быть запланирован в периоде 144 часов со следующего дня. В Суйфэньхэ возможно пребывание до 15 дней. Срок пребывания, однако, может быть уменьшен пограничниками. Россияне, живущие в приграничных с Китаем регионах и на Сахалине, могут получить визу по прибытии на границе. В марте 2015 года к данному транзитному списку присоединилась и Маньчжурия. По прибытии на о. Хайнань можно получить 21-дневную визу по прилёте стоимостью $30, однако прибыть на остров необходимо группой не менее двух человек. Возможен 24-часовой транзит во всей стране. | Не менее 6 месяцев с момента окончания поездки | 1 чистая страница | Так же | Да |                                                    |
| Северная Корея                      | Да                        | Визы оформляются только для официально регистрируемых туристических групп дипломатическими миссиями КНДР. Готовится соглашение о безвизовом режиме. | Не менее 6 месяцев | 1 чистая страница | 90 дней | 90 дней |                                                    |
| Кувейт                              | Да                        | Обычно требуется предварительное получение визы. Виза на 1 месяц может быть выдана по прибытии в аэропорту Эль-Кувейта при наличии вида на жительство в одной из стран ССАГПЗ и уплате визового сбора 3 кувейтских динара. В некоторых случаях виза может быть получена принимающей стороной в иммиграционном департаменте МВД Кувейта и отправлена по почте. Может потребоваться также наличие средств для проживания в стране и обратного билета. Женщинам, путешествующим без сопровождения мужа, брата или детей, может быть отказано в визе или во въезде. Во въезде в страну будет отказано туристам, имеющим в своих паспортах какие-либо отметки о посещении Государства Израиль. Готовится соглашение об о безвизовом режиме | Паспорт должен быть действителен весь срок пребывания в стране | 1 чистая страница. | Так же | Да |                                                    |
| Иракский Курдистан                  | По прибытии               | Возможно получение 2-месячной визы на пограничном переходе из Турции, "Ибрагим Халиль". При нахождении в Курдистане более 10 дней необходимо зарегистрироваться в полиции. | Не менее 6 месяцев с даты въезда | 1 чистая страница | Да | Да |                                                    |
| Лаос                                | По прибытии               | Туризм: безвизово до 30 дней. Бесплатный штамп ( на разных погранпереходах могут быть разные незначительные сборы ) или виза по прибытии так же на 30 дней за 30$. Возможно продлить визу по прибытии 2 раза на 15 дней. Чтобы продлить бесплатный штамп на 30-дневное пребывание, можно выехать из страны в любую соседнюю страну, и тут же вернуться и получить новый штамп на 30 дней. | Не менее 6 месяцев с даты въезда | 1 чистая страница | Да | Да |                                                    |
| Ливан                               | По прибытии               | 1-месячная виза в аэропорту по прибытии; бесплатно в аэропорту, $17 при пересечении границы с Сирией. | Паспорт должен быть действителен на все время пребывания в стране | 1 чистая страница. Во въезде в страну будет отказано туристам, имеющим в своих паспортах какие-либо отметки о посещении Государства Израиль. | Необходимо заранее подавать заявление на визу | Необходимо заранее подавать заявление на визу |                                                    |
| Макао                               | нет                       | До 30 дней включительно | Паспорт, срок действия которого составляет не менее 30 с момента выезда из Макао | 1 чистая страница | виза в аэропорту по прибытии на 30 дней | виза в аэропорту по прибытии на 30 дней |                                                    |
| Малайзия                            | По прибытии               | 30-дневная бесплатная виза на любом пограничном пункте. Готовится соглашение об отмене виз. | Не менее 6 месяцев с даты въезда | 1 чистая страница | Так же | Так же |                                                    |
| Мальдивы                            | нет                       | 90 дней | Не менее 6 месяцев с даты въезда | 1 чистая страница | Так же | Так же |                                                    |
| Монголия                            | нет                       | 30 дней в течение 1 въезда и не более 90 дней в течение каждого периода в 180 дней. | Не менее 6 месяцев | 1 чистая страница | 90 дней | 90 дней |                                                    |
| Мьянма                              | По прибытии / электронная | Виза на 28 дней в аэропорту по прибытии ($75 + обратный билет). С февраля 2012 года для получения такой визы необходима регистрация в Интернете. С сентября 2016 года въезд по такой визе официально разрешён также через наземные КПП. | Паспорт, срок действия которого составляет не менее 6 месяцев на момент въезда в страну | 1 чистая страница | 90 дней | 90 дней |                                                    |
| Непал                               | По прибытии               | Виза в аэропорту по прибытии (с двумя фотографиями; $30 на 15 дней, $40 на 30 дней, $90 на 3 месяца) | Не менее 6 месяцев с момента начала действия визы | 1 чистая страница | 90 дней | 90 дней |                                                    |
| ОАЭ                                 | По прибытии               | Бесплатная виза по прибытии на 90 дней в 180 дневный срок | Не менее 6 месяцев (в некоторых случаях не менее 3) | 1 чистая страница | Так же | Так же |                                                    |
| Оман                                | нет                       | 30 дней безвизового пребывания при каждом посещении и не более 90 дней в течение каждого года | Не менее 6 месяцев с даты въезда | 1 чистая страница | 90 дней | 90 дней |                                                    |
| Пакистан                            | По прибытии / электронная | Возможно получение визы в интернете. Одноразовая до 90 дней — $35, 1 год с пребыванием до 90 дней в течение полугодия — $52,50 и более 1 года с пребыванием до 90 дней в течение полугодия — $70. | Не менее 6 месяцев с момента окончания поездки | 1 чистая страница | Да | Да |                                                    |
| Государство Палестина               |                           | Государство Палестина не осуществляет свою собственную визовую политику. На Западный Берег возможен только наземный въезд с территории Израиля или Иордании, но тоже через израильские КПП, только в составе организованных туристических групп. Въезд в Сектор Газа со стороны Израиля возможен только при наличии специального разрешения Минобороны Израиля и местных спецслужб, а въезд со стороны Египта через единственный КПП Рафиах с 2013 года властями Египта разрешается лишь иногда и ограниченно. Воздушное и морское сообщение палестинских территорий с другими странами полностью блокировано Израилем, наземное периодически блокируется, нередко израильские власти отказываются пропускать на эти территории без объяснения причин. | Не менее 6 месяцев | 1 чистая страница | ? | ? |                                                    |
| Саудовская Аравия                   | По прибытии               | С 24 сентября 2019 года начата выдача виз по прибытии для граждан России при наличии брони отеля или иного адреса в стране. Максимальный период пребывания - 90 суток. Стоимость визы вместе со страховками и прочим - 480 SAR. Возможен 18-часовой безвизовый транзит. Готовится соглашение об о безвизовом режиме. Возможно оформление моментальных электронных виз в интернете для тех, у кого в паспорте есть действующие и уже как минимум один раз использованные визы Великобритании, США или стран Шенгенского соглашения. Идут переговоры о введении безвизового режима. | Не менее 6 месяцев с момента окончания поездки | 1 чистая страница | Так же | Так же |                                                    |
| Сингапур                            | Электронная               | Необходимо заранее оформлять электронную визу через одного из авторизованных визовых агентов сингапурской миграционной службы (Immigration&Checkpoints Authority), в то же время оформление такой визы достаточно простое, осуществляется через Интернет. Возможен 96-часовой транзит через Сингапур. Транзитная виза выдаётся формально на любом пограничном пункте при обязательном условии наличия подтверждённых авиабилетов и виз в третью страну. Большинство туристов прибывают в Сингапур пролётом, поэтому для них страна фактически является безвизовой. Однако на практике возможны проблемы и проверки авиабилета при въезде через наземный пограничный переход на границе с Малайзией или морем из Индонезии. | Не менее 6 месяцев с момента окончания поездки | 1 чистая страница | 30 дней | 30 дней |                                                    |
| Сирия                               | По прибытии               | Мужчины обычно могут получить визу в аэропорту по прибытии ($20). Женщинам рекомендовано подавать документы на визу заранее. В 2015 году, в связи со сложной военно-политической обстановкой, гражданские авиарейсы в Сирию отменены и въезд осуществляется только через наземные КПП; нередки отказы во въезде. | Не менее 6 месяцев | 1 чистая страница. Во въезде в страну будет отказано туристам, имеющим в своих паспортах какие-либо отметки о посещении Государства Израиль. | Так же | Так же |                                                    |
| Таджикистан                         | нет                       | Виза не требуется. Срок пребывания не ограничен, но в течение трёх рабочих дней после въезда необходимо зарегистрироваться в гостинице, снятых апартаментах или у знакомых. С 1 января 2015 года въезд по внутренним паспортам запрещён. Для посещения Горно-Бадахшанской автономной области требуется оформить специальное разрешение в МВД, стоимость которого составляет 20 сомони и выдаётся довольно быстро. | Паспорт должен быть действителен на протяжении всей поездки. | Необходимо только место для штампов. Паспорт моряка, свидетельство на возвращение в РФ. | Да | Да |                                                    |
| Таиланд                             | нет                       | Туризм: 90 дней (без сборов). При пересечении границы офицеру пограничной службы необходимо предъявить заполненную миграционную карточку и загранпаспорт с двумя чистыми страницами. | Паспорт должен быть действителен на протяжении всей поездки, в том числе может иметь срок окончания в день вылета из страны | 2 чистые страницы. Большое внимание власти страны также уделяют внешнему виду загранпаспорта: туристам с мятыми, мокрыми, испачканными документами может быть отказано во въезде | 90 дней | 90 дней |                                                    |
| Китайская Республика                | да                        | Безвизовый режим, который действовал до 21 июля 2022 года, для граждан РФ не продлён. | Не менее 6 месяцев с момента окончания поездки | 1 чистая страница | Нет | Нет |                                                    |
| Туркменистан                        | По прибытии               | Формально допускается и получение однократной визы по прибытии стоимостью $155 на срок до 10 дней (с возможностью продления на тот же срок) в международном аэропорту Ашхабада при наличии заранее полученного официального приглашения на въезд от туркменского юридического или физического лица, и предварительное получение в посольстве Туркменистана одно- и многократных виз стоимостью от $35 на сроки от 10 дней до нескольких месяцев (также только по приглашению). Практически то и другое весьма затруднено, часты отказы в визе; при отказе уплаченный визовый сбор не возвращается. Для посещения Керки, Хазара, Дашогуза, Серахса и Серхетабада кроме визы требуется специальное разрешение, которое нужно получать в МИД Туркменистана заранее. | На время пребывания | — | 30 дней | 30 дней |                                                    |
| ТРСК                                | нет                       | 90 дней | Паспорт должен быть действителен на момент въезда в страну и на момент выезда | 1 чистая страница | 30 дней | 90 дней |                                                    |
| Узбекистан                          | нет                       | Виза не требуется, срок пребывания не ограничен. Въезд только по заграничному паспорту, детям также по заграничным паспортам. В течение всего периода пребывания необходима регистрация в гостинице, снятых апартаментах или у знакомых. | Паспорт должен быть действителен в течение всего периода пребывания | Необходимо только место для штампов | Да | Да |                                                    |
| Филиппины                           | нет                       | 30 дней без виз бесплатно или 59-дневная виза по прилёте за $62 | Не менее 6 месяцев | 1 чистая страница | Да | Да |                                                    |
| Шри-Ланка                           | По прибытии / электронная | Действует принцип электронных виз. Необходимо заранее регистрироваться в Интернете. После этого в течение 72 часов по электронной почте приходит визовое разрешение, распечатку которого необходимо предъявлять в аэропорту. Выдаётся двукратная виза на 30 дней пребывания, стоимостью 20 долларов США. | Не менее 6 месяцев с момента окончания поездки | 1 чистая страница | Так же | Так же |                                                    |
| Южная Корея                         | По прибытии / электронная | Официально действует безвиз до 60 дней, но по факту необходима регистрация через онлайн-форму не менее, чем за 72 часа, с оплатой взноса 10 000 KRW, отказы без объяснения не редкость. | Не менее 6 месяцев | 1 чистая страница | Так же | 90 дней |                                                    |
| Южная Осетия                        |                           | Въезд в Южную Осетию возможен только с территории России, но данный въезд является незаконным с точки зрения Грузии. Наличие штампа о пересечении границы России с Южной Осетией не делает загранпаспорт непригодным для посещения Грузии, но может повлечь санкции в отношении туристов, посещающих Грузию в дальнейшем (см. строку про Грузию). 18 марта 2015 г. был подписан Договор о союзничестве и интеграции, который был ратифицирован 3 апреля 2015 года Южной Осетией и 29 июня 2015 года — Россией и вступил в силу 1 января 2016 года. Пересечение российско-югоосетинской границы гражданами России и Южной Осетии свободное (с учётом ограничений по соображениям безопасности); конкретные ограничения должны быть установлены в течение полугода после вступления договора в силу. | Въезд в Южную Осетию возможен только с территории России, но данный въезд является незаконным с точки зрения Грузии. Наличие штампа о пересечении границы России с Южной Осетией не делает загранпаспорт непригодным для посещения Грузии, но может повлечь санкции в отношении туристов, посещающих Грузию в дальнейшем (см. строку про Грузию). 18 марта 2015 г. был подписан Договор о союзничестве и интеграции, который был ратифицирован 3 апреля 2015 года Южной Осетией и 29 июня 2015 года — Россией и вступил в силу 1 января 2016 года. Пересечение российско-югоосетинской границы гражданами России и Южной Осетии свободное (с учётом ограничений по соображениям безопасности); конкретные ограничения должны быть установлены в течение полугода после вступления договора в силу. | Въезд в Южную Осетию возможен только с территории России, но данный въезд является незаконным с точки зрения Грузии. Наличие штампа о пересечении границы России с Южной Осетией не делает загранпаспорт непригодным для посещения Грузии, но может повлечь санкции в отношении туристов, посещающих Грузию в дальнейшем (см. строку про Грузию). 18 марта 2015 г. был подписан Договор о союзничестве и интеграции, который был ратифицирован 3 апреля 2015 года Южной Осетией и 29 июня 2015 года — Россией и вступил в силу 1 января 2016 года. Пересечение российско-югоосетинской границы гражданами России и Южной Осетии свободное (с учётом ограничений по соображениям безопасности); конкретные ограничения должны быть установлены в течение полугода после вступления договора в силу. | Въезд в Южную Осетию возможен только с территории России, но данный въезд является незаконным с точки зрения Грузии. Наличие штампа о пересечении границы России с Южной Осетией не делает загранпаспорт непригодным для посещения Грузии, но может повлечь санкции в отношении туристов, посещающих Грузию в дальнейшем (см. строку про Грузию). 18 марта 2015 г. был подписан Договор о союзничестве и интеграции, который был ратифицирован 3 апреля 2015 года Южной Осетией и 29 июня 2015 года — Россией и вступил в силу 1 января 2016 года. Пересечение российско-югоосетинской границы гражданами России и Южной Осетии свободное (с учётом ограничений по соображениям безопасности); конкретные ограничения должны быть установлены в течение полугода после вступления договора в силу. | Въезд в Южную Осетию возможен только с территории России, но данный въезд является незаконным с точки зрения Грузии. Наличие штампа о пересечении границы России с Южной Осетией не делает загранпаспорт непригодным для посещения Грузии, но может повлечь санкции в отношении туристов, посещающих Грузию в дальнейшем (см. строку про Грузию). 18 марта 2015 г. был подписан Договор о союзничестве и интеграции, который был ратифицирован 3 апреля 2015 года Южной Осетией и 29 июня 2015 года — Россией и вступил в силу 1 января 2016 года. Пересечение российско-югоосетинской границы гражданами России и Южной Осетии свободное (с учётом ограничений по соображениям безопасности); конкретные ограничения должны быть установлены в течение полугода после вступления договора в силу. |                                                    |
| Япония                              | Да                        | Необходимо заранее подавать заявление на визу. В отдельных случаях возможно получение транзитной визы по прибытии на срок до 3 суток, но в таких случаях иммиграционная служба Японии вправе потребовать вылета из страны на ближайшем авиарейсе со свободными местами. | Не менее 6 месяцев с момента окончания поездки | 1 чистая страница | Так же | Так же |                                                    |

### Южная, Центральная и Северная Америка
| Страна, гос.образование, территория      | Требование визы           | Допустимый вид паспорта, по которому можно въехать | Допустимый вид паспорта, по которому можно въехать                                                                                           | Допустимый вид паспорта, по которому можно въехать | Допустимый вид паспорта, по которому можно въехать | Допустимый вид паспорта, по которому можно въехать | Допустимый вид паспорта, по которому можно въехать |
| Страна, гос.образование, территория      | Требование визы           | Заграничный паспорт | Требуемый срок действия стандартного заграничного паспорта                                                                                   | Дополнительные требования                          | Служебный паспорт                                  | Дипломатический паспорт                            |                                                    |
| ---------------------------------------- | ------------------------- | --- | --- | -------------------------------------------------- | -------------------------------------------------- | -------------------------------------------------- | -------------------------------------------------- |
| Американские Виргинские острова          | Да                        | Необходимо заранее подавать заявление на визу | Паспорт должен быть действителен на момент въезда                                                                                            | 1 чистая страница                                  | Так же                                             | Так же                                             |                                                    |
| Ангилья                                  | Да                        | Необходимо заранее подавать заявление на визу, но держатели визы Великобритании имеют право безвизового посещения | Паспорт должен быть действителен на момент въезда                                                                                            | 1 чистая страница                                  | Так же                                             | Так же                                             |                                                    |
| Антигуа и Барбуда                        | нет                       | 90 дней в течение каждого полугодия | Паспорт должен быть действителен до конца поездки                                                                                            | 1 чистая страница                                  | Так же                                             | Так же                                             |                                                    |
| Аргентина                                | нет                       | 90 дней | Паспорт должен быть действителен до конца поездки                                                                                            | 1 чистая страница                                  | 3 месяца                                           | 3 месяца                                           |                                                    |
| Аруба                                    | Да                        | Для посещения Карибских островов (бывшие Нидерландские Антилы) — Кюрасао, Бонейр, Саба, Синт-Эстатиус, нидерландской части острова Сент-Мартен и острова Аруба — оформляется единая гостевая виза Карибских островов (Caribisch gebied). В визе указывается основной пункт пребывания (Hoofddoel). Если предполагается посещение нескольких островов, то основным пунктом пребывания считается тот, где планируется больший срок пребывания. С данной визой можно посещать все указанные выше острова. Возможен 24-часовой безвизовый транзит. При авиатранзите время прилёта и время вылета должны быть в один и тот же день с 7:00 до 23:00 по местному времени; при путешествии на круизном корабле разрешён безвизовый сход на берег не более чем на 24 часа. Возможно посещение островов по действующей многократной Шенгенской визе. | Не менее 3 месяцев с даты окончания поездки                                                                                                  | 1 чистая страница                                  | Необходимо заранее подавать заявление на визу      | безвизовый въезд                                   |                                                    |
| Багамские острова                        | нет                       | 3 месяца | Паспорт должен быть действителен до конца поездки                                                                                            | 1 чистая страница                                  | Так же                                             | Так же                                             |                                                    |
| Барбадос                                 | нет                       | 90 дней (с обратным билетом и подтверждением платёжеспособности) | Не менее 6 месяцев | 1 чистая страница                                  | Так же                                             | Так же                                             |                                                    |
| Белиз                                    | нет                       | 90 дней в течение каждых 180 дней | Паспорт должен быть действителен до конца поездки                                                                                            | 1 чистая страница                                  | Так же                                             | Так же                                             |                                                    |
| Бермудские Острова                       | Да                        | Гражданам России и СНГ для посещения Бермудских Островов не требуется виза при наличии многократной действующей визы США, Канады или Великобритании либо вида на жительство в этих странах. Попасть же на Бермуды, минуя эти страны практически невозможно, что делает эту территорию фактически безвизовой для россиян. В то же время посещение этой территории другим способом требует получения визы в общем порядке. | Паспорт должен быть действителен до конца поездки                                                                                            | 1 чистая страница с двух сторон                    | Так же                                             | Так же                                             |                                                    |
| Боливия                                  | нет                       | 90 дней. | Паспорт должен быть действителен до конца поездки                                                                                            | 1 чистая страница                                  | Необходимо заранее подавать заявление на визу      | Необходимо заранее подавать заявление на визу      |                                                    |
| Бонайре, Синт-Эстатиус и Саба            | Да                        | Для посещения Карибских островов (бывшие Нидерландские Антилы) — Кюрасао, Бонайре, Саба, Синт-Эстатиус, нидерландской части острова Синт-Мартен и острова Аруба — оформляется единая гостевая виза Карибских островов (Caribisch gebied). В визе указывается основной пункт пребывания (Hoofddoel). Если предполагается посещение нескольких островов, то основным пунктом пребывания считается тот, где планируется больший срок пребывания. С данной визой можно посещать все указанные выше острова. Возможен 48-часовой безвизовый авиатранзит либо сход на берег с круизного корабля. Возможно посещение островов по действующей многократной Шенгенской визе. | Не менее 3 месяцев | 1 чистая страница                                  | требуется виза                                     | безвизовый въезд                                   |                                                    |
| Бразилия                                 | нет                       | 90 дней | Не менее 6 месяцев со дня окончания поездки                                                                                                  | 1 чистая страница                                  | 90 дней                                            | 90 дней                                            |                                                    |
| Британские Виргинские острова            | Да                        | Возможно получение визы по прибытии для пассажиров круизных лайнеров, что распространяется почти на всех туристов. Туристы, летящие самолётами через Род-Таун без визы, не могут даже покинуть территорию аэропорта. Возможен въезд по британской, американской или канадской визе | Паспорт должен быть действителен на момент въезда в страну                                                                                   | 1 чистая страница с двух сторон                    | Так же                                             | Так же                                             |                                                    |
| Венесуэла                                | нет                       | 90 дней | Не менее 6 месяцев | 2 чистые страницы                                  | 90 дней                                            | 90 дней                                            |                                                    |
| Гаити                                    | нет                       | 3 месяца | Паспорт должен быть действителен на момент въезда в страну                                                                                   | 1 чистая страница                                  | Так же                                             | Так же                                             |                                                    |
| Гайана                                   | нет                       | 90 дней в течение полугодия | Не менее 6 месяцев со дня окончания поездки                                                                                                  | 1 чистая страница                                  | Необходимо заранее подавать заявление на визу      | Необходимо заранее подавать заявление на визу      |                                                    |
| Гваделупа                                | Да                        | Необходимо заранее подавать заявление на визу. При наличии вида на жительство или долгосрочной шенгенской визы, а также при наличии французской шенгенской визы, сроком действия от года, дополнительная виза не требуется. | Не менее 3 месяцев со дня окончания поездки                                                                                                  | 3 чистые страницы                                  | Так же                                             | Так же                                             |                                                    |
| Гватемала                                | нет                       | 90 дней | Срок действия паспорта должен истекать не ранее момента окончания поездки                                                                    | 1 чистая страница                                  | 3 месяца                                           | 3 месяца                                           |                                                    |
| Французская Гвиана                       | Да                        | Необходимо заранее подавать заявление на визу. При наличии вида на жительство или долгосрочной шенгенской визы, а также при наличии французской шенгенской визы, сроком действия от года, дополнительная виза не требуется. | Не менее 3 месяцев со дня окончания поездки                                                                                                  | 3 чистые страницы                                  | Так же                                             | Так же                                             |                                                    |
| Гондурас                                 | нет                       | 90 дней из 180 | Не менее 3 месяцев со дня окончания поездки                                                                                                  | 1 чистая страница                                  | 90 дней                                            | 90 дней                                            |                                                    |
| Гренада                                  | нет                       | 3 месяца | 6 месяцев с момента въезда при наличии обратных билетов или билетов в третью страну.                                                         | 1 чистая страница                                  | Так же                                             | Так же                                             |                                                    |
| Доминика                                 | нет                       | По данным TIMATIC на 2.10.18, допускается безвизовое пребывание до 21 дня с целью туризма, на тот же срок — с целью транзита (при наличии подтверждённого билета из Доминики в третью страну), на срок до 6 месяцев — при наличии Шенгенской визы, визы в США, Канаду или Великобританию. В остальных случаях требуется виза. В любом случае для въезда требуется наличие обратного билета либо билета в третью страну. Вступило в силу соглашение об отмене виз | Срок действия паспорта должен истекать не ранее момента окончания поездки                                                                    | 1 чистая страница                                  | Необходимо заранее подавать заявление на визу      | Необходимо заранее подавать заявление на визу      |                                                    |
| Доминиканская республика                 | нет                       | Виза не требуется для поездок длительностью не более 60 дней, если поездка не связана с предпринимательской или трудовой деятельностью на территории Доминиканы | Не менее 6 месяцев | 1 чистая страница                                  | Необходимо заранее подавать заявление на визу      | Необходимо заранее подавать заявление на визу      |                                                    |
| Каймановы Острова                        | Да                        | Необходимо заранее подавать заявление на визу | Паспорт должен быть действителен на момент въезда в страну                                                                                   | 1 чистая страница с двух сторон                    | Так же                                             | Так же                                             |                                                    |
| Канада                                   | Да                        | Необходимо заранее подавать заявление на визу | Не менее 6 месяцев с момента выезда из Канады                                                                                                | 1 чистая страница                                  | Необходимо заранее подавать заявление на визу      | Необходимо заранее подавать заявление на визу      |                                                    |
| Колумбия                                 | нет                       | 90 дней | Не менее 3 месяцев с момента выезда из Колумбии                                                                                              | 1 чистая страница                                  | 90 дней                                            | 90 дней                                            |                                                    |
| Коста-Рика                               | нет                       | 90 дней | Не менее 3 месяцев с момента выезда с территории Коста-Рики                                                                                  | 1 чистая страница                                  | 3 месяца                                           | 3 месяца                                           |                                                    |
| Куба                                     | нет                       | 30 дней по загранпаспорту. Подписано соглашение о безвизовом пребывании до 90 дней в течение каждого полугодия, которое вступает в силу с 21.12.2018. Требуется наличие обратного билета либо билета в третью страну, денежных средств в эквиваленте 50$ за день пребывания (кроме прибывающих по согласованию с Минтуром Кубы), медицинского страхового полиса (последний можно приобрести и на Кубе, но рекомендуется сделать это заранее). На путешествия из США на Кубу и обратно властями США наложен ряд ограничений и санкций, которые применяются независимо от гражданства путешественника. | Паспорт должен быть действителен в течение всего срока пребывания в стране                                                                   | 1 чистая страница                                  | 30 дней                                            | 30 дней                                            |                                                    |
| Кюрасао                                  | Да                        | Для посещения Карибских островов (бывшие Нидерландские Антилы) — Кюрасао, Бонейр, Саба, Синт-Эстатиус, нидерландской части острова Сент-Мартен и острова Аруба — оформляется единая гостевая виза Карибских островов (Caribisch gebied). В визе указывается основной пункт пребывания (Hoofddoel). Если предполагается посещение нескольких островов, то основным пунктом пребывания считается тот, где планируется больший срок пребывания. С данной визой можно посещать все указанные выше острова. Возможен 48-часовой безвизовый авиатранзит или сход на берег с круизного корабля. Возможно посещение острова по действующей многократной Шенгенской визе. | Не менее 3 месяцев с момента выезда с Кюрасао                                                                                                | 1 чистая страница                                  | требуется виза                                     | безвизовый въезд                                   |                                                    |
| Мартиника                                | Да                        | Необходимо заранее подавать заявление на визу. При наличии вида на жительство или долгосрочной шенгенской визы, а также при наличии французской шенгенской визы, сроком действия от года, дополнительная виза не требуется. | Не менее 3 месяцев со дня окончания поездки                                                                                                  | 3 чистые страницы                                  | Так же                                             | Так же                                             |                                                    |
| Мексика                                  | По прибытии / электронная | Возможен въезд воздушным транспортом на срок до 180 дней без визы, если предварительно по Интернету бесплатно получить и распечатать электронное разрешение; для въезда наземным или водным путём нужна виза. Держатели визы США могут находиться в стране до 180 дней в том числе и без оформления регистрации в Интернете. Готовится соглашение об отмене виз | Не менее 6 месяцев с момента окончания поездки                                                                                               | 1 чистая страница                                  | 90 дней                                            | 90 дней                                            |                                                    |
| Монтсеррат                               | По прибытии / электронная | Есть возможность получения электронной визы за 50 долларов США, оплатив их пластиковой картой и заполнив анкету на английском языке. После присылается разрешение на въезд, которое необходимо распечатать и взять с собой. | Паспорт должен быть действителен на весь срок поездки                                                                                        | 1 чистая страница                                  | Так же                                             | Так же                                             |                                                    |
| Никарагуа                                | По прибытии               | Туристам необходимо приобрести туристическую карту по прибытии ($5), нет необходимости в визе на срок до 90 дней | Не менее 6 месяцев с момента въезда | 1 чистая страница                                  | 90 дней                                            | 90 дней                                            |                                                    |
| Панама                                   | нет                       | 180 дней при предъявлении обратного билета (либо билета в третью страну) и финансовых средств на время пребывания (от $500). | Не менее 3 месяцев с момента въезда | 1 чистая страница                                  | 90 дней                                            | 90 дней                                            |                                                    |
| Парагвай                                 | нет                       | 90 дней в течение каждого периода в 180 дней | Не менее 6 месяцев с момента окончания поездки                                                                                               | 1 чистая страница                                  | 3 месяца                                           | 3 месяца                                           |                                                    |
| Перу                                     | нет                       | 90 дня только в целях туризма (с обратным билетом) | Не менее 6 месяцев с момента въезда | 1 чистая страница                                  | 90 дней                                            | 90 дней                                            |                                                    |
| Пуэрто-Рико                              | Да                        | Пуэрто-Рико является владением США. Необходимо заранее подавать заявление на американскую визу. | Загранпаспорт должен быть действителен на срок поездки или более                                                                             | 1 чистая страница                                  | Так же                                             | Так же                                             |                                                    |
| Сальвадор                                | нет                       | 90 дней в течение каждого периода в 180 дней | Не менее 30 дней на момент въезда в страну                                                                                                   | 1 чистая страница                                  | 90 дней                                            | 90 дней                                            |                                                    |
| Сен-Бартелеми                            | Да                        | Необходимо заранее подавать заявление на визу. При наличии вида на жительство или долгосрочной шенгенской визы, а также при наличии французской шенгенской визы, сроком действия от 6 месяцев, дополнительная виза не требуется. | Не менее 3 месяцев со дня окончания поездки                                                                                                  | 3 чистые страницы                                  | Так же                                             | Так же                                             |                                                    |
| Сен-Пьер и Микелон                       | Да                        | Необходимо заранее подавать заявление на визу. При наличии вида на жительство в одной из стран шенгенской зоны, а также при наличии французской шенгенской визы, сроком действия от 6 месяцев, дополнительная виза не требуется. | Не менее 3 месяцев со дня окончания поездки                                                                                                  | 3 чистые страницы                                  | Так же                                             | Так же                                             |                                                    |
| Сент-Винсент и Гренадины                 | нет                       | 90 дней в течение каждых 180 дней. | Загранпаспорт должен быть действителен на срок поездки или более                                                                             | 1 чистая страница                                  | Так же                                             | Так же                                             |                                                    |
| Сент-Китс и Невис                        | нет                       | Виза не требуется. Необходимо в аэропорту предъявить туристический ваучер, а также документы, подтверждающие наличие необходимых для проживания финансовых средств и обратного билета. После этой процедуры миграционная служба обязана выдать разрешение на пребывание в стране. | Паспорт должен быть действителен на момент въезда в страну                                                                                   | 1 чистая страница                                  | Со специальным разрешением                         | Да                                                 |                                                    |
| Сент-Люсия                               | нет                       | 90 дней в течение каждых 180 дней | Паспорт должен быть действителен на момент въезда в страну                                                                                   | 1 чистая страница                                  | Так же                                             | Так же                                             |                                                    |
| Синт-Мартен                              | Да                        | Для посещения Карибских островов (бывшие Нидерландские Антилы) — Кюрасао, Бонейр, Саба, Синт-Эстатиус, нидерландской части острова Сент-Мартен и острова Аруба — оформляется единая гостевая виза Карибских островов (Caribisch gebied). В визе указывается основной пункт пребывания (Hoofddoel). Если предполагается посещение нескольких островов, то основным пунктом пребывания считается тот, где планируется больший срок пребывания. С данной визой можно посещать все указанные выше острова. Возможен безвизовый транзит; при авиатранзите прилёт и вылет должны быть в один и тот же календарный день; при путешествии на круизном корабле разрешён безвизовый сход на берег до 48 часов. Возможно посещение острова по действующей многократной Шенгенской визе.                                                               | Не менее 3 месяцев с момента въезда | 1 чистая страница                                  | Со специальным разрешением                         | Да                                                 |                                                    |
| Суринам                                  | нет                       | Виза не требуется на срок пребывания до 90 суток. | Не менее 6 месяцев с момента въезда, если запрашивается мульти-виза сроком действия 1 год — паспорт должен действовать не менее полутора лет | 1 чистая страница                                  | Так же                                             | Так же                                             |                                                    |
| США                                      | Да                        | Необходимо заранее подавать заявление на визу. Есть возможность упрощённой подачи заявлений через Интернет. Коренные жители Чукотки имеют право безвизового въезда на Аляску. | Загранпаспорт должен быть действителен на срок поездки или более                                                                             | 1 чистая страница                                  | Необходимо заранее подавать заявление на визу      | Необходимо заранее подавать заявление на визу      |                                                    |
| Теркс и Кайкос                           | нет                       | Виза не требуется на срок пребывания до 90 дней. | Паспорт должен быть действителен на момент въезда                                                                                            | 1 чистая страница с двух сторон                    | Так же                                             | Так же                                             |                                                    |
| Тринидад и Тобаго                        | нет                       | 90 дней | Загранпаспорт должен быть действителен на срок поездки или более                                                                             | 1 чистая страница                                  | Так же                                             | Так же                                             |                                                    |
| Уругвай                                  | нет                       | Не более 90 дней в течение каждого полугодия | Не менее трёх месяцев с момента окончания поездки                                                                                            | 1 чистая страница                                  | 90 дней                                            | 90 дней                                            |                                                    |
| Фолклендские острова                     | По прибытии               | Посещение островов возможно в основном лишь морским путём, а при таком посещении виза оформляется по прибытии. Дирекция круизного рейса сама предоставляет паспорт пассажира иммиграционным властям, которые ставят туда въездной штамп, дающий пассажиру разрешение находиться на островах и перемещаться по ним беспрепятственно на срок 7 суток. За это дирекция круиза взыскивает с пассажира 35 долларов США. В случае посещения островов каким-либо иным способом требуется заранее оформлять визу в дипмиссиях Великобритании. | Загранпаспорт должен быть действителен на срок поездки или более                                                                             | 1 чистая страница с двух сторон                    | Так же                                             | Так же                                             |                                                    |
| Чили                                     | нет                       | 90 дней | Загранпаспорт должен быть действителен на срок поездки или более                                                                             | 1 чистая страница                                  | 90 дней                                            | 90 дней                                            |                                                    |
| Эквадор                                  | нет                       | 90 дней | Не менее 6 месяцев с момента въезда | 1 чистая страница                                  | 90 дней                                            | 90 дней                                            |                                                    |
| Южная Георгия и Южные Сандвичевы Острова | По прибытии               | Формально виза не требуется, но процедура въезда аналогична въезду на Фолклендские острова. В большинстве случаев капитан круизного судна получает полномочия для разрешения въезда туристов на территорию. | Загранпаспорт должен быть действителен на срок поездки или более                                                                             | 1 чистая страница с двух сторон                    | Так же                                             | Так же                                             |                                                    |
| Ямайка                                   | нет                       | 90 дней в течение одного года, считая от даты первого въезда. | Паспорт должен быть действительным на момент окончания пребывания в стране                                                                   | 1 чистая страница                                  | 90 дней                                            | 90 дней                                            |                                                    |

### Африка
| Страна, гос.образование, территория | Требование визы           | Допустимый вид паспорта, по которому можно въехать | Допустимый вид паспорта, по которому можно въехать | Допустимый вид паспорта, по которому можно въехать                                                                                           | Допустимый вид паспорта, по которому можно въехать | Допустимый вид паспорта, по которому можно въехать | Допустимый вид паспорта, по которому можно въехать |
| Страна, гос.образование, территория | Требование визы           | Заграничный паспорт | Требуемый срок действия стандартного заграничного паспорта | Дополнительные требования | Служебный паспорт                                  | Дипломатический паспорт                            |                                                    |
| ----------------------------------- | ------------------------- | --- | --- | --- | -------------------------------------------------- | -------------------------------------------------- | -------------------------------------------------- |
| Азорские острова                    | Да                        | Азорские острова являются частью Португалии. Необходимо заранее подавать заявление на Шенгенскую визу. | Не менее 3 месяцев | 1 дополнительная страница паспорта для ребёнка, который вписан в паспорт родителей                                                           | Необходимо заранее подавать заявление на визу      | Необходимо заранее подавать заявление на визу      |                                                    |
| Алжир                               | Да                        | Необходимо заранее подавать заявление на визу | Не менее 6 месяцев | 1 чистая страница | Необходимо заранее подавать заявление на визу      | Необходимо заранее подавать заявление на визу      |                                                    |
| Ангола                              | нет                       | 90 дней в течение каждого года посещения. | Не менее 3 месяцев | 1 чистая страница | 90 дней                                            | 90 дней                                            |                                                    |
| Бенин                               | По прибытии / электронная | С 1 января 2018 года доступно получение электронной визы в интернете для всех желающих. Стоимость такой визы составляет 70 евро и более в зависимости от срока пребывания. | Не менее 3 месяцев | 1 чистая страница | 90 дней                                            | 90 дней                                            |                                                    |
| Ботсвана                            | нет                       | 90 дней (с обратным билетом и подтверждением платёжеспособности) | На даты поездки или более | 1 чистая страница | Так же                                             | Так же                                             |                                                    |
| Буркина-Фасо                        | Да                        | Существуют сообщения о практике выдачи виз на границе и даже в аэропорту Уагадугу, однако данная информация носит коррупционный характер, TIMATIC об этой практике не знает, что приводит к отказам в посадке в самолёт без визы в паспорта. Поэтому необходимо заранее подавать заявление на визу. | Срок действия паспорта должен превышать срок пребывания в стране | 1 чистая страница | 90 дней                                            | 90 дней                                            |                                                    |
| Бурунди                             | По прибытии               | На практике виза ставится на границе при заполнении визовых анкет и уплате сбора 60 долларов США (за одну неделю пребывания) | Паспорт должен быть действителен на момент въезда | 1 чистая страница | Необходимо заранее подавать заявление на визу      | Необходимо заранее подавать заявление на визу      |                                                    |
| Габон                               | По прибытии / электронная | Существует возможность получения визы на границе или в аэропорту. С июля 2015 года такие визы получаются электронно на общих основаниях по стоимости 85 евро. Получить визу может любой гражданин РФ в течение 72 часов, вплоть до 6 месяцев на сайте https://evisa.dgdi.ga/. Готовится соглашение об отмене виз. | Не менее 6 месяцев на момент получения визы | 1 чистая страница | Нет                                                | Нет                                                |                                                    |
| Гамбия                              | нет                       | С 1 декабря 2014 года виза не требуется. Срок пребывания не должен превышать 56 дней На 2016 год сотрудники пограничной службы на границе по-прежнему требуют наличие визы, в частности на наземных переходах. С января 2017 года посольство РФ в Сенегале и Гамбии не рекомендует приезжать в Гамбию. | Паспорт должен быть действителен на момент въезда | 1 чистая страница | Необходимо заранее подавать заявление на визу      | Необходимо заранее подавать заявление на визу      |                                                    |
| Гана                                | По прибытии / электронная | Возможно получение визы по прилёте при оформлении электронного приглашения не позднее чем за 48 часов. Стоимость такой визы — 150 долларов США. Также необходим международный сертификат о прививке против жёлтой лихорадки. На практике данная система вызывает нарекания тех, кто пытался получить визу таким образом. На запросы приглашений ответы не приходили достаточно долго. | Не менее 6 месяцев | 1 чистая страница | Необходимо заранее подавать заявление на визу      | Необходимо заранее подавать заявление на визу      |                                                    |
| Гвинея                              | По прибытии / электронная | Возможно оформление электронной визы на сайте за $80 | Срок действия паспорта должен превышать срок пребывания в стране | 1 чистая страница | 90 дней                                            | 90 дней                                            |                                                    |
| Гвинея-Бисау                        | По прибытии               | Виза по прибытии на срок не более 90 дней, без дополнительных документов. Стоимость — 85 евро. | Срок действия паспорта должен превышать срок пребывания в стране | 1 чистая страница | Необходимо заранее подавать заявление на визу      | Необходимо заранее подавать заявление на визу      |                                                    |
| ДР Конго                            | По прибытии               | Есть возможность получения визы на пограничных пунктах при специальном обращении в МИД Демократической Республики Конго | Паспорт должен быть действителен на момент въезда | 1 чистая страница | 90 дней                                            | 90 дней                                            |                                                    |
| Джибути                             | По прибытии               | 10-дневная или 1-месячная виза в аэропорту либо на границах Доступно также оформление визы на сайте www.evisa.qouv.dj. Стоимость визы составляет 23 долл. США. | Паспорт должен быть действителен на момент въезда | 1 чистая страница | Так же                                             | Так же                                             |                                                    |
| Египет                              | По прибытии               | 1-месячная виза в аэропорту по прибытии, стоимостью $25 для одиночных туристов, бесплатная для туристических групп; бесплатная 15-дневная виза в аэропорту по прибытии для посещающих только Синайский полуостров | Не менее 6 месяцев. Следует иметь в виду, что формальное требование в 6 месяцев часто не выполняется и редко служит основанием для отказа во въезде. Нередки случаи требования взяток в аэропортах. | 1 чистая страница | 90 дней                                            | 90 дней                                            |                                                    |
| Замбия                              | По прибытии               | Виза в аэропорту по прибытии (однократная за $50, на два въезда за $80, мульти-виза за $160) Готовится соглашение об о безвизовом режиме | Срок действия паспорта должен превышать срок пребывания в стране | 1 чистая страница | Необходимо заранее подавать заявление на визу      | Необходимо заранее подавать заявление на визу      |                                                    |
| Западная Сахара                     |                           | Территория к западу от Марокканской стены оспаривается Фронтом ПОЛИСАРИО (частично признанной САДР), но фактически контролируется властями Марокко, и на неё распространяются правила Марокко. | Срок действия паспорта должен превышать срок пребывания в стране | 1 чистая страница | Необходимо заранее подавать заявление на визу      | Необходимо заранее подавать заявление на визу      |                                                    |
| Зимбабве                            | нет                       | В январе 2015 года въездные визы для граждан РФ были отменены, но сроки пребывания в Зимбабве пока неизвестны. | Срок окончания действия паспорта должен быть позже даты выезда из страны | 1 чистая страница | Да                                                 | Да                                                 |                                                    |
| Кабо-Верде                          | нет                       | Виза не требуется при сроке пребывания не более 60 дней | Не менее 3 месяцев | 1 чистая страница | Да                                                 | Да                                                 |                                                    |
| Камерун                             | Да                        | Необходимо заранее подавать заявление на визу. Возможно получение транзитной визы на границе при наличии в паспорте виз соседних государств. Также доступно получение визы в интернете | Срок действия паспорта должен превышать срок пребывания в стране | 1 чистая страница | Необходимо заранее подавать заявление на визу      | Необходимо заранее подавать заявление на визу      |                                                    |
| Канарские острова                   | Да                        | Острова являются частью Испании. Необходимо заранее подавать заявление на Шенгенскую визу. | Не менее 3 месяцев | 2 чистые страницы | Необходимо заранее подавать заявление на визу      | Необходимо заранее подавать заявление на визу      |                                                    |
| Кения                               | По прибытии / электронная | 1.01.2024 года власти Кении отменили визы.Объясняя решение властей, президент Кении Уильям Руто напомнил, что именно в Кении были найдены старейшие останки древнего человека: «Значит, человечество зародилось тут. Поэтому несправедливо требовать визу у граждан из других стран, когда они собираются домой». Нужно оформлять разрешение на въезд — e-Travel Authorisation (ETA) стоимостью 30 долларов.. | 6 месяцев | 1 чистая страница | Необходимо заранее подавать заявление на визу      | Необходимо заранее подавать заявление на визу      |                                                    |
| Коморы                              | По прибытии               | Виза в аэропорту по прибытии стоимостью $50 на 45 дней | Не менее 6 месяцев | 1 чистая страница | Необходимо заранее подавать заявление на визу      | Необходимо заранее подавать заявление на визу      |                                                    |
| Кот-д'Ивуар                         | По прибытии / электронная | Оформляются электронные разрешения на въезд по цене 85 евро, которые дают право получения визы по прилёте. Оформление осуществляется на сайте http://www.snedai.com/en/. | Не менее 6 месяцев | 1 чистая страница | Нет                                                | Нет                                                |                                                    |
| Лесото                              | По прибытии / электронная | С мая 2017 года возможно получение электронной визы. Требуется приглашение на въезд или бронирование гостиницы, может требоваться сертификат о прививках от жёлтой лихорадки, рекомендуется иметь страховой полис. Визовый сбор за однократную визу $150, за многократную — $250; при отказе в визе или во въезде он не возвращается. | 6 месяцев после окончания поездки | 1 чистая страница | ?                                                  | ?                                                  |                                                    |
| Либерия                             | По прибытии / электронная | Обычно требуется предварительная виза. Получение визы по прилёте возможно только при одновременном выполнении следующих условий: 1) иностранец прибывает из страны, в которой нет дипмиссии Либерии (в том числе из РФ); 2) визовое разрешение заранее одобрено в иммиграционной службе и оплачено местным спонсором в Либерии; 3) у перевозчика в Монровии есть следующая информация: имя и фамилия пассажира, гражданство, номер паспорта, номер рейса и дата прибытия в Либерию, адрес проживания в Либерии. Невыполнение любого из этих условий приведёт к тому, что туриста не допустят на рейс. Также пассажир не допускается на рейс, если к его билету не прикреплено подтверждение от менеджера авиакомпании в Монровии, полученное телексом. Безвизовый въезд с целью транзита возможен на срок до 48 часов, при подтверждении транзита и без выхода из аэропорта. При пребывании в Либерии свыше 15 дней обязательна регистрация в Иммиграционном офисе. Известны случаи, когда туристы получали визы по прилёте в аэропорту Монровия за 160 долларов США | Не менее 6 месяцев | 1 чистая страница | Необходимо заранее подавать заявление на визу      | Необходимо заранее подавать заявление на визу      |                                                    |
| Ливия                               | Да                        | Необходимо заранее подавать заявление на визу. Возможен безвизовый 24-часовой транзит по стране. | Срок действия паспорта должен превышать срок пребывания в стране | 1 чистая страница | Нет                                                | Нет                                                |                                                    |
| Маврикий                            | нет                       | С апреля 2016 г. в соответствии с межправительственным Соглашением о взаимной отмене визовых требований при поездках на Маврикий в туристических или деловых целях на срок до 60 дней, российским гражданам предоставляется безвизовый режим по всем видам паспортов. При прохождении паспортного контроля необходимо предъявить обратные билеты, иметь достаточное количество финансовых средств (из расчета порядка 100 долл. США в день) и документы, подтверждающие цель поездки и место проживания в период пребывания в стране. | Срок действия паспорта должен превышать срок пребывания в стране | 1 чистая страница | Необходимо заранее подавать заявление на визу      | Необходимо заранее подавать заявление на визу      |                                                    |
| Мавритания                          | По прибытии               | Визы по прибытии оформляются в аэропорту Нуакшота и на границе с Западной Сахарой. Стоимость такой визы $60. | Не менее 3 месяцев с момента выезда из страны | 1 чистая страница | Необходимо заранее подавать заявление на визу      | Необходимо заранее подавать заявление на визу      |                                                    |
| Мадагаскар                          | По прибытии               | 30-дневная виза в аэропорту за 25 евро, при наличии обратных билетов, 90-дневная в аэропорту по прибытии (с обратным билетом; 140 000 Малагасийских ариари) | Не менее 6 месяцев | 1 чистая страница | Необходимо заранее подавать заявление на визу      | Необходимо заранее подавать заявление на визу      |                                                    |
| Мадейра                             | Да                        | Остров Мадейра является составной частью Португальской Республики. Необходимо заранее подавать заявление на Шенгенскую визу. | Не менее 3 месяцев | 1 дополнительная страница паспорта для ребёнка, который вписан в паспорт родителей                                                           | Необходимо заранее подавать заявление на визу      | Необходимо заранее подавать заявление на визу      |                                                    |
| Майотта                             | Да                        | Необходимо заранее подавать заявление на визу. При наличии вида на жительство или долгосрочной шенгенской визы, а также при наличии французской шенгенской визы, сроком действия от 1 года, дополнительная виза не требуется. | Не менее 3 месяцев | 3 чистые страницы | Необходимо заранее подавать заявление на визу      | Необходимо заранее подавать заявление на визу      |                                                    |
| Малави                              | нет                       | С 7.02.2024 года правительство отменило визы с целью развития туризма.. | Не менее 6 месяцев | 1 чистая страница | Необходимо заранее подавать заявление на визу      | Необходимо заранее подавать заявление на визу      |                                                    |
| Мали                                | По прибытии               | На практике, многие туристы въезжали в Мали без визы, как правило, через аэропорт Бамако или через границу с Сенегалом. В этом случае туристу выдаётся специальный бланк, который следует представить в префектуру ближайшего районного центра (Бамако, Кайес, Сикассо, Гао), где прибытие иностранца регистрируется, и после уплаты госпошлины, эквивалентной стоимости визы, в паспорт ставится визовая печать. Вместе с тем туристам рекомендуется получать визу заранее, поскольку в противном случае разрешение на въезд будет зависеть исключительно от доброй воли начальника пограничной смены. Кроме того, нередки случаи коррупции, когда у туристов требовали значительные наличные деньги за право въехать в страну без визы. | Срок действия паспорта должен превышать срок пребывания в стране | 1 чистая страница | 3 месяца                                           | 3 месяца                                           |                                                    |
| Марокко                             | нет                       | 3 месяца | Срок действия паспорта должен превышать срок пребывания в стране | 1 чистая страница | 3 месяца                                           | 3 месяца                                           |                                                    |
| Мозамбик                            | По прибытии / электронная | С 16 марта 2023 года — упрощено. Гостям страны необходимо зарегистрироваться на платформе электронных виз и оплатить сбор (стоимость составляет 650 мозамбикских метикалов (около 800 рублей)) за 48 часов до вылета в страну. Срок пребывания составляет 30 дней, с возможностью продления до 60 дней | Не менее 6 месяцев | 1 чистая страница | Так же                                             | Так же                                             |                                                    |
| Намибия                             | нет                       | 90 дней (в течение каждого периода в 180 дней) | Не менее 6 месяцев с момента окончания пребывания в стране | 1 чистая страница | Так же                                             | Так же                                             |                                                    |
| Нигер                               | Да                        | Необходимо заранее подавать заявление на визу. Требуется минимум документов, виза оформляется быстро, отказов в визе крайне мало. | Срок действия паспорта должен превышать срок пребывания в стране | 1 чистая страница | Необходимо заранее подавать заявление на визу      | Необходимо заранее подавать заявление на визу      |                                                    |
| Нигерия                             | Да                        | Необходимо заранее подавать заявление на визу. Возможен отказ в получении визы, если вы не являетесь резидентом страны на территории которой подаёте заявление на визу. За визой рекомендуется обращаться в консульство на территории страны, резидентом которой Вы являетесь. К примеру, гражданам России отказывают в получении визы на территории Чада или Камеруна, рекомендуют обращаться в консульство на территории России в Москве | Не менее 6 месяцев | 3 чистые страницы | Необходимо заранее подавать заявление на визу      | Необходимо заранее подавать заявление на визу      |                                                    |
| Остров Вознесения                   |                           | Визы не выдаются гражданам Российской Федерации. | нет данных | нет данных | нет данных                                         | нет данных                                         |                                                    |
| Остров Святой Елены                 | По прибытии / электронная | Для визита на остров визу надо получать в интернете. Разрешено пребывание до 3 месяцев без дополнительных уведомлений, при необходимости можно оформить разрешение на дальнейшее пребывание до 5 лет. За въезд на остров взимается сбор 20 британских фунтов. | Паспорт должен быть действительным не менее 6 месяцев на момент въезда на остров | место для проставления въездного и выездного штампов                                                                                         | нет данных                                         | нет данных                                         |                                                    |
| Острова Тристан-да-Кунья            | По прибытии / электронная | Требуется предварительное одобрение Островным Советом (могут запросить справку о несудимости). Заявка подаётся по электронной почте. | Паспорт должен быть действительным не менее 6 месяцев на момент въезда на острова | место для проставления въездного и выездного штампов                                                                                         | нет данных                                         | нет данных                                         |                                                    |
| Конго                               | Да                        | Необходимо заранее подавать заявление на визу | Не менее 3 месяцев | 1 чистая страница | Необходимо заранее подавать заявление на визу      | Необходимо заранее подавать заявление на визу      |                                                    |
| Реюньон                             | Да                        | Необходимо заранее подавать заявление на визу. При наличии вида на жительство или долгосрочной шенгенской визы, а также при наличии французской шенгенской визы, сроком действия от 1 года, дополнительная виза не требуется. | Не менее 3 месяцев | 3 чистые страницы | Необходимо заранее подавать заявление на визу      | Необходимо заранее подавать заявление на визу      |                                                    |
| Руанда                              | По прибытии / электронная | Доступно получение единой визы Кении, Уганды и Руанды: данная виза стоит $100, и её можно получить по Интернету, а также в посольствах любой из этих стран. С 1 января 2018 года граждане всех стран мира получают визу по прилёте без каких-либо процедур на 30 дней. | Не менее 6 месяцев | 1 чистая страница | Необходимо заранее подавать заявление на визу      | Необходимо заранее подавать заявление на визу      |                                                    |
| Сан-Томе и Принсипи                 | нет                       | Виза не требуется на срок до 15 дней | Срок действия паспорта должен превышать срок пребывания в стране | 1 чистая страница | Необходимо заранее подавать заявление на визу      | Необходимо заранее подавать заявление на визу      |                                                    |
| САДР                                |                           | Территория к востоку от Марокканской стены фактически контролируется Фронтом ПОЛИСАРИО, но оспаривается властями Марокко. При въезде через Западную Сахару виза не требуется, однако может потребоваться разрешение властей Марокко. О другом въезде и о том, какие правила посещения установили власти частично признанного государства САДР, сведений нет. | Срок действия паспорта должен превышать срок пребывания в стране | 1 чистая страница | Неизвестно                                         | Неизвестно                                         |                                                    |
| Сейшельские острова                 | нет                       | 30 дней (с обратным билетом, бронью гостиницы или туристским ваучером, и подтверждением платёжеспособности) | Не менее 6 месяцев | 1 чистая страница | Так же                                             | Так же                                             |                                                    |
| Сенегал                             | нет                       | С апреля 2015 года визовый режим для граждан РФ отменён, на границе ставятся лишь визовые штампы | Не менее 3 месяцев | 1 чистая страница | Нет                                                | Нет                                                |                                                    |
| Сомали                              | По прибытии               | Есть возможность получить визу по прибытии стоимостью в $50 со сроком пребывания до 30 дней, при наличии приглашения от спонсора. Срок пребывания также может быть расширен ещё на 30 дней. В то же время, в связи с внутренней политической ситуацией и непрекращающейся гражданской войной гражданам России рекомендуется воздержаться от поездок в Сомали Визу в Сомалиленд, непризнанную самопровозглашённую республику на северо-западе Сомали, можно получить по прилёте или на границе, заполнив визовую анкету, приложив две фотографии и уплатив сбор. | Срок действия паспорта должен превышать срок пребывания в стране | 1 чистая страница | Нет                                                | Нет                                                |                                                    |
| Сомалиленд                          | По прибытии               | Визу в Сомалиленд, непризнанную самопровозглашённую республику на северо-западе Сомали, можно получить по прилёте или на границе, заполнив визовую анкету, приложив две фотографии и уплатив сбор. Виза в Сомалиленд не даёт права въезда в Сомали. | Срок действия паспорта должен превышать срок пребывания в стране | 1 чистая страница | Нет                                                | Нет                                                |                                                    |
| Судан                               | Да                        | Необходимо заранее подавать заявление на визу. Любые отметки государства Израиль в паспорте означают отказ в визе. Возможен отказ в получении визы, если вы не являетесь резидентом страны на территории которой подаёте заявление на визу. За визой рекомендуется обращаться в консульство на территории страны, резидентом которой Вы являетесь. К примеру, гражданам России отказывают в получении визы на территории Чада, рекомендуя обращаться в консульство на территории России в Москве. | Срок действия паспорта должен превышать срок пребывания в стране | 1 чистая страница. Во въезде в страну будет отказано туристам, имеющим в своих паспортах какие-либо отметки о посещении Государства Израиль. | Необходимо заранее подавать заявление на визу      | Необходимо заранее подавать заявление на визу      |                                                    |
| Сьерра-Леоне                        | По прибытии               | Возможно оформление визы онлайн с последующим вклеиванием визового стикера в аэропорту Фритауна или на границе. Стоимость такой визы — $80. Виза выдаётся однократная, срок пребывания в стране ограничен 1 месяцем. | Срок действия паспорта должен превышать срок пребывания в стране | 1 чистая страница | Необходимо заранее подавать заявление на визу      | Необходимо заранее подавать заявление на визу      |                                                    |
| Танзания                            | По прибытии               | Виза в аэропорту по прибытии на 90 дней — $50 (с обратным билетом и подтверждением платёжеспособности) | Не менее 6 месяцев | 1 чистая страница | Необходимо заранее подавать заявление на визу      | Необходимо заранее подавать заявление на визу      |                                                    |
| Того                                | нет                       | 7-дневная виза в аэропорту и наземных границах по прибытии (10 000 франков КФА) | Срок действия паспорта должен превышать срок пребывания в стране | 1 чистая страница | Необходимо заранее подавать заявление на визу      | Необходимо заранее подавать заявление на визу      |                                                    |
| Тунис                               | нет                       | 3 месяца безвизового пребывания | Срок действия паспорта должен превышать срок пребывания в стране | 1 чистая страница | Необходимо заранее подавать заявление на визу      | Необходимо заранее подавать заявление на визу      |                                                    |
| Уганда                              | По прибытии / электронная | Доступно получение единой визы Кении, Уганды и Руанды: данная виза стоит $100, и её можно получить по Интернету, а также в посольствах любой из этих стран. На границах и в аэропортах доступно получение визы Уганды по прибытии. | Срок действия паспорта должен превышать срок пребывания в стране | 1 чистая страница | Необходимо заранее подавать заявление на визу      | Так же                                             |                                                    |
| ЦАР                                 | По прибытии               | Если продолжительность пребывания в стране не превышает семи дней, визу можно оформить по прибытии в международном аэропорту или на наземных переходах. Стоимость визы — около 57 долларов США. При наличии у туриста визового подтверждения, выданного иммиграционной службой аэропорта или полицией визовый сбор уменьшается в 1,5 раза. Если планируется пробыть в ЦАР больше времени — необходимо заранее подавать заявление на визу. | Не менее 6 месяцев | 1 чистая страница | Необходимо заранее подавать заявление на визу      | Необходимо заранее подавать заявление на визу      |                                                    |
| Чад                                 | Да                        | Необходимо заранее подавать заявление на визу. Возможен 48-часовой безвизовый транзит по стране. Наличие визы не даёт право передвигаться по стране, необходимы специальные разрешения министерства туризма. Есть риск быть арестованным. Стоимость визы 150 долларов США.. | Срок действия паспорта должен превышать срок пребывания в стране | 1 чистая страница | Нет                                                | Нет                                                |                                                    |
| Экваториальная Гвинея               | Да                        | Необходимо заранее подавать заявление на визу Возможно также оформление визы в интернете | Срок действия паспорта должен превышать срок пребывания в стране | 1 чистая страница | Необходимо заранее подавать заявление на визу      | Необходимо заранее подавать заявление на визу      |                                                    |
| Эритрея                             | По прибытии               | Возможно оформление визы по прибытии в страну, но только в международном аэропорту г. Асмэра, и только при наличии заранее оформленного приглашения от эритрейской стороны | Не менее 3 месяцев | 1 чистая страница | Так же                                             | Так же                                             |                                                    |
| Эсватини                            | нет                       | 90 дней в течение каждого полугодия | Срок действия паспорта должен превышать срок пребывания в стране | 1 чистая страница | 90 дней в течение каждого полугодия                | 90 дней в течение каждого полугодия                |                                                    |
| Эфиопия                             | По прибытии               | Виза по прибытии выдаётся только в аэропорту Аддис-Абебы. Виза на 30 дней стоит $20, на 3 месяца — $30, на 6 месяцев — $40. С 12.07.2017 также возможно получить платную электронную туристическую визу. | Срок действия паспорта должен превышать срок пребывания в стране | 1 чистая страница | 90 дней                                            | 90 дней                                            |                                                    |
| ЮАР                                 | нет                       | С 30 марта 2017 года виза не требуется на срок до 90 дней включительно | Паспорт должен быть действителен не менее 30 дней с момента окончания поездки | 2 чистые страницы | Так же                                             | Так же                                             |                                                    |
| Южный Судан                         | По прибытии / электронная | Доступно получение визы в интернете. Однократная стоимостью $100, трёхмесячная многократная — $200, шестимесячная многократная — $350 Виза Республики Судан не даёт права на въезд. | Не менее 6 месяцев | 1 чистая страница | Так же                                             | Так же                                             |                                                    |

### Австралия и Океания
| Страна, гос.образование, территория | Требование визы           | Допустимый вид паспорта, по которому можно въехать | Допустимый вид паспорта, по которому можно въехать                                                          | Допустимый вид паспорта, по которому можно въехать  | Допустимый вид паспорта, по которому можно въехать | Допустимый вид паспорта, по которому можно въехать | Допустимый вид паспорта, по которому можно въехать |
| Страна, гос.образование, территория | Требование визы           | Заграничный паспорт | Требуемый срок действия стандартного заграничного паспорта                                                  | Дополнительные требования, др. документы для въезда | Служебный паспорт                                  | Дипломатический паспорт                            |                                                    |
| ----------------------------------- | ------------------------- | --- | --- | --------------------------------------------------- | -------------------------------------------------- | -------------------------------------------------- | -------------------------------------------------- |
| Австралия                           | По прибытии / электронная | Необходимо заранее подавать заявление на визу. Австралийские визы всех видов выдаются только в электронной форме, в паспорта не вклеиваются и не штампуются. Проверка визы на всех этапах осуществляется по сетевой базе данных, в которой уникальный номер визы привязан к номеру паспорта или иного документа владельца; распечатки не принимаются. Заявление на визу посетителя (срок действия 3—12 мес.) можно заполнить на сайте, приходить в дипмиссию или пересылать бумажные документы не требуется. Визовый сбор от 135 австралийских долларов. На Внешних территориях Австралии упрощённого режима въезда нет, требуется такая же австралийская виза, как на континенте. На Норфолке, Острове Рождества и Кокосовых островах достаточно этой визы. На посещение заповедного острова Маккуори, помимо австралийской визы, требуется письменное разрешение директора National Parks and Wildlife Австралии, а на посещение Острова Херд и островов Макдональд — разрешение Australian Antarctic Division. На Австралийскую антарктическую территорию распространяется режим посещения, установленный Договором об Антарктике. | Срок действия паспорта должен превышать срок пребывания в Австралии                                         | 1 чистая страница                                   | Необходимо заранее подавать заявление на визу      | Необходимо заранее подавать заявление на визу      |                                                    |
| Американское Самоа                  | Да                        | Необходимо заранее подавать заявление на американскую визу, однако получить её можно также в государстве Самоа, откуда, как правило, туристы и попадают в Американское Самоа | Не менее 6 месяцев                                                                                          | 1 чистая страница                                   | Необходимо заранее подавать заявление на визу      | Необходимо заранее подавать заявление на визу      |                                                    |
| Вануату                             | нет                       | 30 дней (с обратным билетом, бронью гостиницы или туристским ваучером, и подтверждением платёжеспособности) | Не менее 6 месяцев                                                                                          | 1 чистая страница                                   | Необходимо заранее подавать заявление на визу      | Необходимо заранее подавать заявление на визу      |                                                    |
| Гуам                                | Да                        | Требуется виза США | Паспорт должен быть действителен на время пребывания                                                        | 1 чистая страница                                   | Необходимо заранее подавать заявление на визу      | Необходимо заранее подавать заявление на визу      |                                                    |
| Кирибати                            | нет                       | 90 дней в течение каждого года посещения | Не менее 6 месяцев                                                                                          | 1 чистая страница                                   | Необходимо заранее подавать заявление на визу      | Необходимо заранее подавать заявление на визу      |                                                    |
| Маршалловы Острова                  | По прибытии               | Виза по прибытии на срок до 90 суток пребывания, требуется подтверждение платёжеспособности и обратный билет. | Не менее 6 месяцев                                                                                          | 1 чистая страница                                   | Необходимо заранее подавать заявление на визу      | Необходимо заранее подавать заявление на визу      |                                                    |
| Науру                               | По прибытии               | 14 дней с момента въезда | Паспорт должен быть действителен все время пребывания                                                       | 1 чистая страница                                   | Необходимо заранее подавать заявление на визу      | Необходимо заранее подавать заявление на визу      |                                                    |
| Ниуэ                                | нет                       | 30 дней (с бронью гостиницы) | Не менее 3 месяцев                                                                                          | 1 чистая страница                                   | Необходимо заранее подавать заявление на визу      | Необходимо заранее подавать заявление на визу      |                                                    |
| Новая Зеландия                      | Да                        | Необходимо заранее подавать заявление на визу. Возможен безвизовый 24-х часовой транзит по стране, в случае если пунктом следования является Австралия. Кроме билетов необходимо также предъявить австралийскую визу. | Не менее 3 месяцев                                                                                          | 1 чистая страница                                   | Необходимо заранее подавать заявление на визу      | Необходимо заранее подавать заявление на визу      |                                                    |
| Новая Каледония                     | Да                        | Необходимо заранее подавать заявление на визу. При наличии вида на жительство или долгосрочной шенгенской визы, а также при наличии французской шенгенской визы, сроком действия от 1 года, дополнительная виза не требуется. | Не менее 3 месяцев с момента окончания поездки                                                              | 3 чистые страницы                                   | Необходимо заранее подавать заявление на визу      | Необходимо заранее подавать заявление на визу      |                                                    |
| Острова Кука                        | нет                       | 31 день (с обратным билетом, бронью гостиницы или туристским ваучером, и подтверждением платёжеспособности) | Не менее 6 месяцев                                                                                          | 1 чистая страница                                   | Необходимо заранее подавать заявление на визу      | Необходимо заранее подавать заявление на визу      |                                                    |
| Палау                               | нет                       | На срок до 30 дней виза не требуется, но требуется оплатить выездной и экологической сбор в сумме $50. Намеревающиеся пребывать в Палау более 6 месяцев подряд должны регистрироваться в иммиграционной службе (Chief Immigration) в течение 30 дней после въезда. | Не менее 6 месяцев                                                                                          | 1 чистая страница                                   | Необходимо заранее подавать заявление на визу      | 30 дней с возможностью продления                   |                                                    |
| Папуа — Новая Гвинея                | По прибытии / электронная | Доступно получение электронной визы в интернете на 30 дней | Не менее 12 месяцев с момента въезда                                                                        | 1 чистая страница                                   | Необходимо заранее подавать заявление на визу      | Необходимо заранее подавать заявление на визу      |                                                    |
| Питкэрн                             |                           | При условии, что срок пребывания на острове не превысит 14 дней, а въезд и выезд будет осуществляться на одном и том же судне. При этом необходимо предъявить загранпаспорт, обратный билет либо выписку из судовой роли, подтверждающую резервирование места на судне, достаточное количество финансовых средств на весь срок пребывания (300 новозеландских долларов на человека в неделю) и оплатить сбор в размере 30 новозеландских долларов. Решение о возможности пребывания на острове без визы принимается исключительно иммиграционным офицером, который может отказать во въезде без объяснения причин | Паспорт должен быть действительным как на момент подачи визового заявления, так и на момент въезда в страну | 1 чистая страница с двух сторон                     | Необходимо заранее подавать заявление на визу      | Необходимо заранее подавать заявление на визу      |                                                    |
| Самоа                               | нет                       | 30 дней (с обратным билетом и подтверждением платёжеспособности или туристским ваучером). Подписано соглашение об отмене виз. | Не менее 6 месяцев с даты отъезда из страны                                                                 | 1 чистая страница                                   | Необходимо заранее подавать заявление на визу      | Необходимо заранее подавать заявление на визу      |                                                    |
| Северные Марианские острова         | Да                        | Требуется виза США | Паспорт должен быть действителен на время пребывания                                                        | 1 чистая страница                                   | Необходимо заранее подавать заявление на визу      | Необходимо заранее подавать заявление на визу      |                                                    |
| Соломоновы Острова                  | По прибытии / электронная | Виза оформляется путём отправки заявления в офис директора департамента иммиграции по электронной почте: immdir@commerce.gov.sb Оформляется виза сроком на 3 месяца с возможностью продления ещё на 3 месяца. Оформление визы достаточно растянуто по времени, рекомендуется отправлять заявление за 2 месяца до поездки, а в случае, если на протяжении 1—2 недель заявитель не получил ответ на своё обращение, имеет смысл связаться с департаментом иммиграции по телефону. | Паспорт должен быть действителен на момент въезда в страну                                                  | 1 чистая страница с двух сторон                     | Необходимо заранее подавать заявление на визу      | Необходимо заранее подавать заявление на визу      |                                                    |
| Токелау                             | Да                        | Необходимо заранее подавать заявление на новозеландскую визу. Возможно получение месячной визы в государстве Самоа. | Паспорт должен быть действителен все время пребывания в стране                                              | 1 чистая страница                                   | Необходимо заранее подавать заявление на визу      | Необходимо заранее подавать заявление на визу      |                                                    |
| Тонга                               | нет                       | 31-дневная туристическая виза в аэропорту по прибытии (с обратным билетом, бронью гостиницы или туристским ваучером) | Не менее 3 месяцев                                                                                          | 1 чистая страница                                   | Необходимо заранее подавать заявление на визу      | Необходимо заранее подавать заявление на визу      |                                                    |
| Тувалу                              | нет                       | 1-месячная туристическая виза в аэропорту по прибытии (с обратным билетом, бронью гостиницы или туристским ваучером, и подтверждением платёжеспособности) | Не менее 6 месяцев                                                                                          | 1 чистая страница                                   | Необходимо заранее подавать заявление на визу      | Необходимо заранее подавать заявление на визу      |                                                    |
| Уоллис и Футуна                     | Да                        | Необходимо заранее подавать заявление на визу. При наличии вида на жительство или долгосрочной шенгенской визы, а также при наличии французской шенгенской визы, сроком действия от 1 года, дополнительная виза не требуется. | Не менее 3 месяцев с момента окончания поездки                                                              | 3 чистые страницы                                   | Необходимо заранее подавать заявление на визу      | Необходимо заранее подавать заявление на визу      |                                                    |
| Федеративные Штаты Микронезии       | нет                       | 30 дней исключительно в целях туризма. Подписано двустороннее соглашение об отмене виз | Не менее 120 дней с момента окончания поездки                                                               | 1 чистая страница                                   | Необходимо заранее подавать заявление на визу      | Необходимо заранее подавать заявление на визу      |                                                    |
| Фиджи                               | нет                       | До 90 дней подряд, без цели проживания, учёбы или работы | — | паспорт моряка, удостоверение личности моряка       | 90 дней                                            | 90 дней                                            |                                                    |
| Французская Полинезия               | Да                        | Необходимо заранее подавать заявление на визу. При наличии вида на жительство или долгосрочной шенгенской визы, а также при наличии французской шенгенской визы, сроком действия от 1 года, дополнительная виза не требуется. | Не менее 3 месяцев с момента окончания поездки                                                              | 3 чистые страницы                                   | Необходимо заранее подавать заявление на визу      | Необходимо заранее подавать заявление на визу      |                                                    |

## Пояснения
1. ↑  Карта стремится отображать не формальные политические статусы и позиции, а современную фактическую ситуацию, с которой приходится сталкиваться гражданину России до приезда на ту или иную территорию, во время пребывания на ней и после того. Цвет заливки соответствует требованиям, которые установлены для граждан РФ властями, фактически контролирующими территорию, независимо от признания или непризнания этих властей кем-либо. При наличии нескольких общедоступных режимов въезда отображается самый простой из них.
2. ↑  Предполагается совершеннолетний дееспособный гражданин Российской Федерации с действительным паспортом. Режим въезда по дипломатическим и служебным паспортам, иным документам может отличаться. Для проживающих в России граждан других государств и лиц без гражданства визовые требования, как правило, совсем другие.
3. ↑  Включая Республику Крым и город Севастополь, фактически контролируемые властями РФ, но оспариваемые Украиной.
4. ↑  Можно въехать без визы как по внутреннему общегражданскому паспорту гражданина Российской Федерации, так и по общегражданскому заграничному паспорту РФ; зачастую возможен въезд и по другим документам (своим для каждой из этих стран).
5. ↑  Имеется в виду виза, которую необходимо оформить до поездки в страну, и для получения которой требуется личная явка в дипломатическое представительство, визовый центр или иную организацию, или обращение к услугам доверенных лиц и других посредников. Часто для получения предварительной визы необходимо получить официальное приглашение на въезд от жителя страны или зарегистрированного в ней юридического лица либо предварительно заключить договор с ним. Может взиматься денежный сбор за выдачу визы или даже за одно рассмотрение заявки независимо от его результата.